# Kaspar Hauser

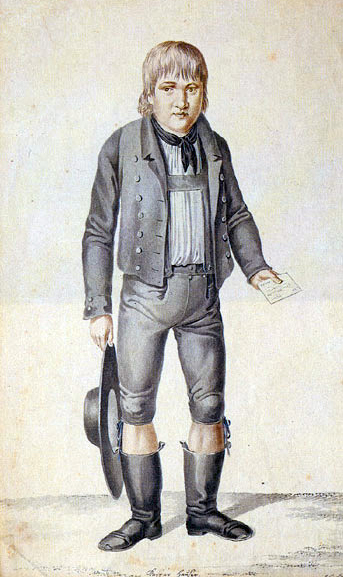
Der junge Kaspar Hauser. Undatierte getuschte Federzeichnung von Johann Georg Laminit (1775–1848) nach einer im August 1828 entstandenen Radierung von Friedrich Fleischmann.

Kaspar Hauser (* angeblich 30. April 1812; † 17. Dezember 1833 in Ansbach) war ein deutsches Waisenkind bzw. europäisches Findelkind. Er wurde als „rätselhafter Findling“ bekannt und war möglicherweise ein Hochstapler.

## Leben
Hauser tauchte am 26. Mai 1828 in Nürnberg als etwa 16-jähriger, geistig anscheinend zurückgebliebener und wenig redender Jugendlicher auf. Seine späteren Aussagen, er sei, solange er denken könne, bei Wasser und Brot immer ganz allein in einem dunklen Raum gefangen gehalten worden, erregten internationales Aufsehen. Bei buchstäblichem Verständnis sind Hausers Angaben mit den Kenntnissen der modernen Medizin nicht zu vereinbaren.
Ein zeitgenössisches Gerücht kolportierte, Hauser sei der 1812 geborene Erbprinz von Baden, den man gegen einen sterbenden Säugling getauscht und beiseitegeschafft habe, um einer Nebenlinie des badischen Fürstenhauses die Thronfolge zu ermöglichen. In der geschichtswissenschaftlichen Literatur gilt diese „Prinzenlegende“ auf Grund später publizierter Dokumente und Augenzeugenberichte über den Tod des Prinzen als widerlegt. Eine wissenschaftlich publizierte Genanalyse aus dem Jahr 1996 zeigte, dass eine Hauser zugeschriebene Blutprobe nicht vom badischen Erbprinzen stammen kann. Eine weitere Genanalyse aus dem Jahr 2002 konnte wegen zahlreicher Widersprüche keinen Gegenbeweis erbringen. 2024 wurde erneut bestätigt, dass Kaspar Hauser nicht der entführte Prinz von Baden war.
Am 17. Oktober 1829 wurde Hauser mit einer ungefährlichen Schnittwunde aufgefunden und am 14. Dezember 1833 kam er mit einer schließlich tödlichen Stichwunde nach Hause. In beiden Fällen behauptete er, Opfer eines Attentäters geworden zu sein. Seine Anhänger vermuteten ein politisch motiviertes Verbrechen. Nach kriminalwissenschaftlichen Untersuchungen handelte es sich jedoch um Selbstverletzungen, die er sich aus Enttäuschung über das nachlassende öffentliche Interesse an seiner Person beigebracht hatte.

## Leben ab dem 26. Mai 1828

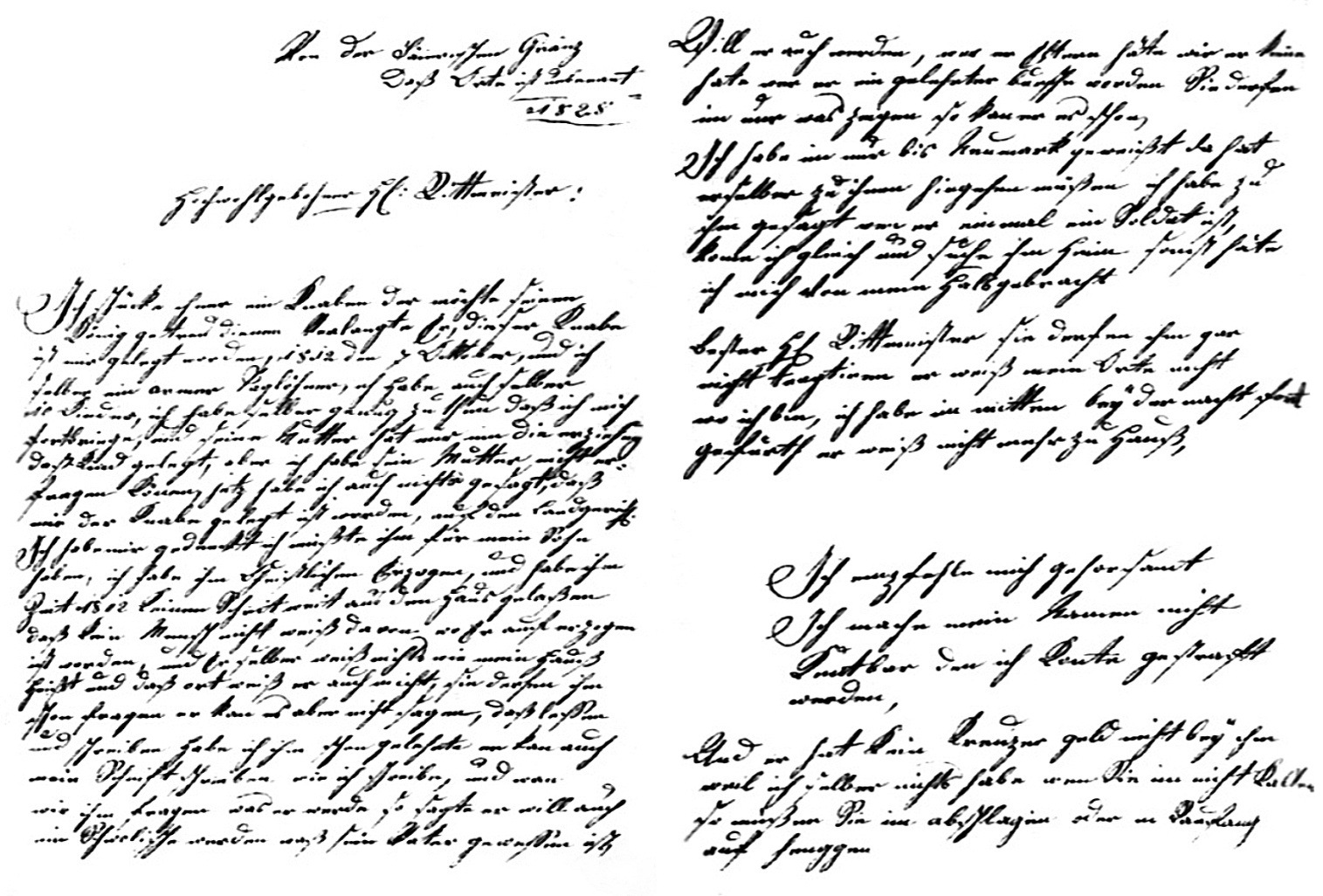
Der Geleitbrief (Faksimile)

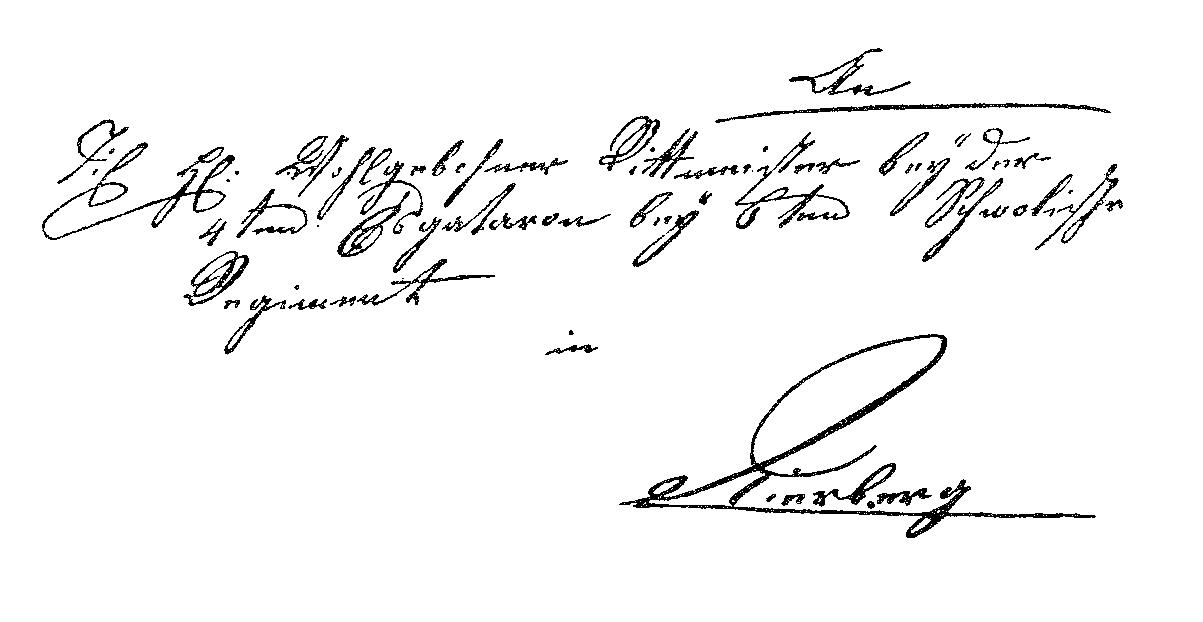
Die Adresse des Geleitbriefs (Faksimile)

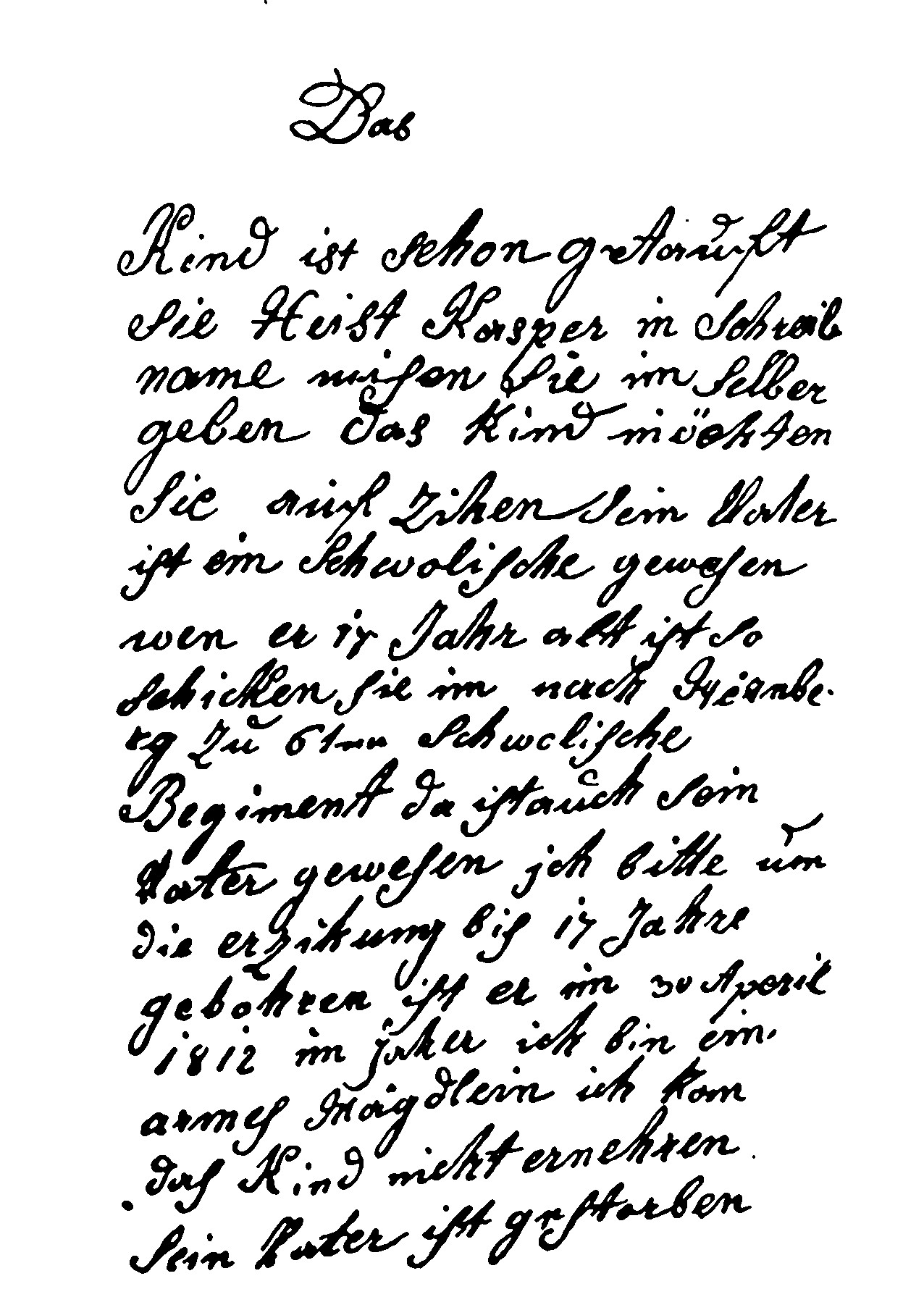
Der „Mägdleinzettel“ (Faksimile)

Am Pfingstmontag, den 26. Mai 1828, trafen der Schuhmachermeister Weickmann und sein Kollege Beck auf dem Unschlittplatz vor Haus Nummer 9–11 in Nürnberg einen etwa 16-jährigen Jungen an, der „He Bue“ ausrief und beim Näherkommen „Neue Torstraße“ sagte. Später erinnerte sich Weickmann an eine knappe Unterhaltung, bei der der Junge auf die Frage nach seinem Herkunftsort „Regensburg“ gesagt habe. Er trug einen an den Rittmeister der 4. Eskadron des 6. Chevauxlegers-Regiments in Nürnberg (zu diesem Zeitpunkt Friedrich von Wessenig) adressierten Brief bei sich. Nachdem man ihm den Weg zu von Wessenigs Wohnung gezeigt hatte, sagte er zu diesem: „A söchtener Reuter möcht i wern, wie mein Voater gwen is“ („Ein solcher Reiter möchte ich werden, wie mein Vater gewesen ist.“). Von Wessenig ließ den Jungen nach einem kurzen Aufenthalt in seiner Wohnung zur Polizeiwache führen, wo dieser den Namen „Kaspar Hauser“ aufschrieb und zeigte, dass er Geld kannte, Gebete sprechen und beschränkt lesen konnte. Er beantwortete nur wenige Fragen, und sein Wortschatz schien begrenzt zu sein.
Der an von Wessenig adressierte Brief trug die Kopfzeile „Von der Bäierischen Gränz daß Orte ist unbenant 1828“. Sein anonymer Verfasser gab sich als armer Tagelöhner aus, der selbst zehn Kinder habe und teilte mit, das Kind sei ihm im Oktober 1812 „gelegt“ worden. Er habe es aufgezogen, das Christentum gelehrt sowie lesen und schreiben, außerdem könne der Knabe „auch mein Schrift schreiben, wie ich schreibe“. Seit 1812 habe er ihn keinen Schritt vor die Tür gelassen; nun wolle der Junge ein Reiter werden. In einem beiliegenden, angeblich von der Mutter stammenden Brief, dem sogenannten „Mägdleinzettel“, wurde der Vorname Kasper genannt und als Geburtsdatum der „30. Aperil 1812“ angegeben. Der Vater des Kindes, ein Chevauxleger vom 6. Regiment, sei tot. Da offenbar dieselbe Tinte benutzt wurde und anhand von Schriftvergleichen nahm man an, dass beide Briefe von derselben Person geschrieben worden waren. Der Mägdleinzettel jedoch nicht wie der Geleitbrief in Kurrentschrift, sondern hauptsächlich in Lateinischer Schreibschrift.
Kaspar Hauser kam in das Gefängnis auf dem Luginsland unter die Obhut des Gefängniswärters Andreas Hiltel. Er aß zunächst nur Brot und trank nur Wasser. Sein geistiger Zustand erregte das Interesse von Juristen, Theologen und Pädagogen, die zahlreiche Untersuchungen mit ihm durchführten und ihm Unterricht im Sprechen gaben. Seinen altbayerischen Dialekt behielt Hauser trotz der fränkischen Umgebung zeitlebens bei. Rasch wurde er eine öffentliche Attraktion: „Jedermann wurde zu ihm gelassen, der ihn zu besehen Lust hatte. Wirklich genoß Kaspar vom Morgen bis zum Abend kaum eines geringeren Zuspruchs als das Känguru und die zahme Hyäne in der berühmten Menagerie des Herrn van Aken“, wie der Rechtsgelehrte Anselm von Feuerbach, selbst unter den Besuchern, anschaulich schilderte. Hausers Sinnesorgane wurden als überempfindlich, seine Muskeln als unterentwickelt beschrieben.
Zunächst wurde vermutet, so in einem Gutachten des Stadtgerichtsarztes Karl Preu vom 3. Juni 1828, dass Kaspar „wie ein halbwilder Mensch in Wäldern erzogen“ worden sei. Nach vielen Gesprächen mit Hauser verfasste der Bürgermeister Jakob Friedrich Binder eine öffentliche Bekanntmachung (datiert vom 7. Juli 1828), in der er von einer anderen Vorgeschichte berichtete, die Kaspar dann später auch selbst – um einige Ergänzungen bereichert – schriftlich niederlegte. Nach dieser vielgeglaubten und vielbezweifelten Erzählung sei er, so lange er denken könne, immer ganz allein in halbliegender Stellung in einem fast lichtlosen Raum gefangen gehalten worden. Während des Schlafes habe man ihm Wasser und Brot gebracht, ihn gereinigt und in frische Wäsche gekleidet und seien ihm Haare und Nägel geschnitten worden – die Tiefe des Schlafzustandes wurde durch die Vermutung erklärt, dass man ihm Opium gereicht habe. Seine Notdurft habe er in ein Gefäß verrichtet, das in einer Vertiefung des Bodens stand und ebenfalls nächtens geleert wurde. Erst kurz vor seiner Freilassung sei ein Mann, dessen Gesicht er nie gesehen habe, bei ihm erschienen. Dieser habe ihn durch Führen der Hand im Schreiben unterrichtet und ihn dann bis kurz vor Nürnberg gebracht. Erst auf diesem Marsch habe er das Stehen und Gehen gelernt. Den Satz, er wolle ein Reiter wie sein Vater werden, habe er von dem unbekannten Mann durch wiederholtes Nachsprechen erlernt, ohne den Sinn der Worte zu erfassen.
Am 18. Juli 1828 wurde Hauser zur Pflege und Erziehung bei dem wegen Kränklichkeit beurlaubten Gymnasialprofessor und späteren Religionsphilosophen Georg Friedrich Daumer untergebracht, der ihm in der Folgezeit Unterricht in zahlreichen Fächern erteilte. Hierbei zeigte sich, dass Hauser über eine beachtliche handwerkliche und künstlerisch-zeichnerische Begabung verfügte. Daumer, ein belesener Gelehrter mit einem selbst für seine Zeit ungewöhnlich starken Hang zum Spekulativen, führte mit Hauser auch zahlreiche homöopathische und magnetische Experimente durch. Er schrieb ihm besondere Eigenschaften und Sensitivitäten zu, etwa die Fähigkeit, ohne hinzusehen Armbewegungen Daumers aus einer Entfernung von 125 Schritten als ein „Anblasen“ zu fühlen.

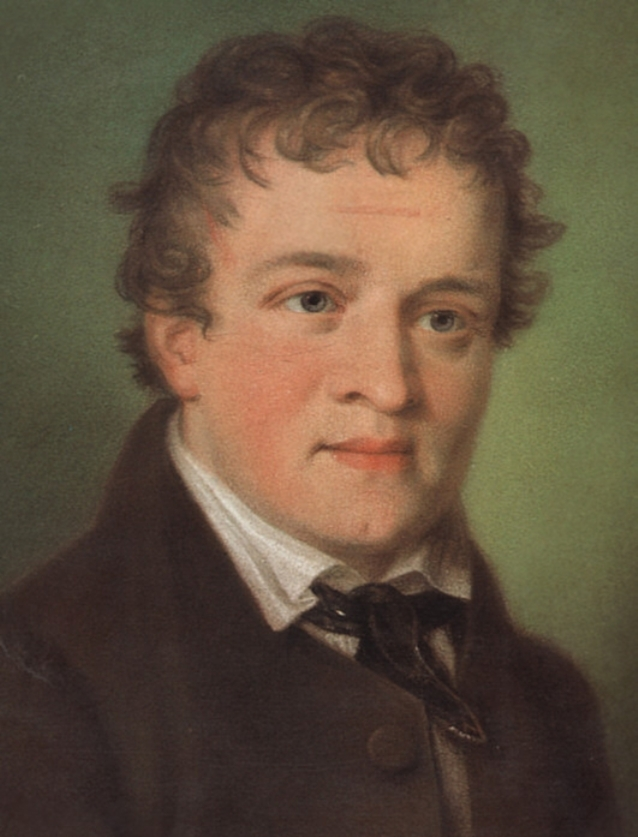
Kaspar Hauser, Pastell, Juni 1830. Die Narbe auf der Stirn stammt von der 1829 erlittenen Schnittwunde. Das Porträt wurde von Johann Lorenz Kreul gemalt und nicht, wie meist zu lesen, von dessen Sohn Carl Kreul.

Am 17. Oktober 1829 zur Mittagszeit wurde Hauser im Keller der Wohnung Daumers mit einer stark blutenden Schnittwunde an der Stirn aufgefunden. Er gab an, auf dem Abtritt von einem maskierten Mann überfallen worden zu sein, der ihm die Wunde mit einem scharfen Instrument beigebracht und ihm gedroht habe: „Du musst doch noch sterben, ehe du aus der Stadt Nürnberg kommst“. Hauser gab an, den Maskierten an der Stimme als denjenigen erkannt zu haben, der ihn nach Nürnberg geführt habe. Wie Blutspuren zeigten, war Kaspar zunächst in die erste Etage, in der sich sein Zimmer befand, geflüchtet – dann jedoch nicht weiter in Richtung der oberen Räume, wo sich, wie er wusste, andere Leute aufhielten, sondern wieder hinunter und durch eine Falltür in den Keller. Trotz polizeilicher Ermittlungen und des Aussetzens einer hohen Belohnung konnte der Vorfall nicht aufgeklärt werden. Aus Sicherheitsgründen wurde Hauser danach bei der Familie des Magistratsrates Biberbach untergebracht, dauernd bewacht von zwei Polizeibeamten. Das angebliche Attentat belebte das öffentliche Interesse an Kaspar Hauser und gab Gerüchten über dessen mögliche Herkunft aus dem Hochadel neue Nahrung. Es wurden aber auch Betrugsvorwürfe geäußert, so zuerst im Juli 1830 von dem Berliner Polizeirat Johann Friedrich Karl Merker (1775–1842) in seiner Schrift: Caspar Hauser, nicht unwahrscheinlich ein Betrüger.
Am 3. April 1830 fiel in Hausers Zimmer im Hause Biberbach ein Pistolenschuss. Seine beiden sich im Vorzimmer aufhaltenden Bewacher fanden Hauser bewusstlos und am Kopf blutend auf dem Boden liegen. Hauser gab später an, dass er auf einen Stuhl gestiegen sei, um an ein Buch zu kommen. Als dieser umfiel, habe er sich an einer an der Wand hängenden Pistole festzuhalten versucht und so den Schuss versehentlich ausgelöst. Die Wunde auf der rechten Kopfseite stellte sich als ungefährlich heraus; es ist zweifelhaft, ob sie durch den Schuss verursacht wurde. Der Vorfall veranlasste die örtlichen Behörden, sich erneut mit Kaspar Hauser zu befassen. Da dessen anfangs gutes Verhältnis zur Familie Biberbach mittlerweile getrübt war, brachte man ihn für eineinhalb Jahre bei seinem Vormund Gottlieb von Tucher unter. Dort wurde er strenger gehalten, insbesondere wurde der Andrang neugieriger Besucher eingeschränkt. Hauser wohnte überdies auch, wie im Jahr 2013 durch den Leiter des Stadtarchivs Nürnberg, Michael Diefenbacher, bekanntgemacht wurde, zeitweilig bei des Vormunds Mutter, Susanna Maria Tucher Freifrau von Simmelsdorf, geborene Haller Freiin von Hallerstein (1769–1832) – ebenso Mutter der Maria Helena Susanna Tucher, der Ehefrau des Philosophen Hegel, wie Schwiegermutter der Maria Helena Wilhelmina Tucher Freifrau von Simmelsdorf, geborene Haller Freiin von Hallerstein (1804–1834), einer Urgroßnichte des pietistischen Prälaten Friedrich Christoph Oetinger (1702–1782).
Trotz der Abschottung durch den Vormund gelang es dem englischen Dauerreisenden Philip Henry Earl Stanhope, den überall das Außerordentliche anzog, Hausers Bekanntschaft zu machen. Der Lord, den eine starke Zuneigung zu Kaspar erfasste, bemühte sich um die Pflegschaft Hausers. Nachdem er diese im Dezember 1831 erhalten hatte, brachte er ihn in Ansbach im Haushalt des Lehrers Johann Georg Meyer unter. Hiermit folgte er einem Vorschlag des Gerichtspräsidenten Anselm von Feuerbach, der die Fürsorge für das moralische und physische Wohl Kaspars während der Abwesenheit Stanhopes übernahm; der Gendarmerieunterleutnant Josef Hickel wurde zum „Spezialkurator“ bestellt. Er besaß das Vertrauen Feuerbachs und hatte Zugriff auf die Untersuchungsakten. Stanhope wandte hohe Geldsummen auf, um Hausers Herkunft zu klären. So finanzierte er zwei Ungarnreisen, weil Laute dort gesprochener Sprachen bei Hauser Erinnerungen zu wecken schienen. Später erklärte der Lord, die Ergebnislosigkeit dieser Reisen habe bei ihm erste Zweifel an der Echtheit der Geschichte Hausers geweckt. Im Januar 1832 verließ Stanhope Ansbach und erschien nie wieder. Zwar kam er weiterhin für Kaspars Unterhalt auf, doch aus einer Umsiedlung nach England, die er seinem Schützling in Aussicht gestellt hatte, wurde nichts. Nach Hausers Tod rückte Stanhope endgültig von ihm ab. In seinen Materialien zur Geschichte Kaspar Hausers (Heidelberg 1835) trug er alles ihm bekannte Belastungsmaterial gegen Hauser zusammen, denn er halte es für seine Pflicht, „öffentlich zu gestehen, daß ich getäuscht wurde“. Der Spezialkurator Hickel bescheinigte dem Lord in einem amtlichen Bericht: „Er liebt die Wahrheit und haßt den Lügner auf immer“.
In Ansbach verkehrte Kaspar Hauser in den besten Gesellschaftskreisen. Er besaß ein gewinnendes Wesen und war als leidenschaftlicher Tänzer beliebt; eine engere Beziehung zu einer Frau hatte er aber nie. Gespannt war Hausers Verhältnis zu Lehrer Meyer, einem angeblich pedantisch-strengen Charakter, dem er später auf dem Sterbebett dennoch seinen „sehr großen Dank“ aussprach. Nach Meyers Meinung war Hauser für Berufe, die eine höhere geistige Ausbildung erfordert hätten, ungeeignet. Von Feuerbach brachte ihn daher Ende des Jahres 1832 bei seinem Gericht als Schreiber und Kopist unter. Seelsorgerisch betreut wurde Hauser vom Pfarrer Fuhrmann, der ihn auch am 20. Mai 1833 in der Gumbertuskirche in Ansbach konfirmierte. Wenige Tage später, am 29. Mai 1833, starb Anselm von Feuerbach, ein für Kaspar schmerzlicher Verlust.
Am 14. Dezember 1833 erlitt der 21-jährige Hauser eine lebensgefährliche Stichverletzung. Er gab an, ein Unbekannter habe ihn im Namen des Hofgärtners zur Besichtigung des artesischen Brunnens im Ansbacher Hofgarten eingeladen. Dort habe er jedoch niemanden angetroffen. Daraufhin sei er in Richtung des für den Dichter Johann Peter Uz errichteten Denkmals gegangen; dort habe ihn ein bärtiger Mann angesprochen, ihm einen Beutel überreicht und, als er danach griff, zugestochen. Der im Hofgarten gefundene, lilafarbene Damenbeutel enthielt einen Zettel mit in Spiegelschrift geschriebenem Text:

„Hauser wird es euch ganz genau erzählen können, wie ich aussehe, und wo her ich bin. Den Hauser die Mühe zu ersparen will ich es euch selber sagen, woher ich komme _ _ Ich komme von von _ _ _ der Baierischen Gränze _ _ Am Fluße _ _ _ _ _ Ich will euch sogar noch den Namen sagen: M. L. Ö.“

Kaspar Hauser starb am 17. Dezember 1833 gegen 22 Uhr an den Folgen der Stichwunde. Die an der gerichtsmedizinischen Untersuchung beteiligten Ärzte waren sich nicht einig, ob die Wunde durch Selbstverletzung oder durch Fremdeinwirkung verursacht worden war. König Ludwig I. setzte die außergewöhnlich hohe Summe von 10.000 Gulden als Belohnung für die Ergreifung eines etwaigen Täters aus, allerdings ohne Ergebnis. Das Kreis- und Stadtgericht Ansbach vertrat nach Abschluss der Untersuchungen am 11. September 1834 die Ansicht, man könne sich „des begründeten Zweifels nicht erwehren, ob ein Mord von fremder Hand an Hauser verübt, ob überhaupt ein Verbrechen an ihm begangen wurde“. Polizeirat Merker entschied sich in einer weiteren Schrift für „Selbstverwundung ohne Tötungsabsicht“. Kaspar selbst äußerte auf dem Sterbebett gegenüber Pfarrer Fuhrmann: „Warum sollte ich Zorn oder Hass oder Groll auf die Menschen haben, man hat mir ja nichts getan.“

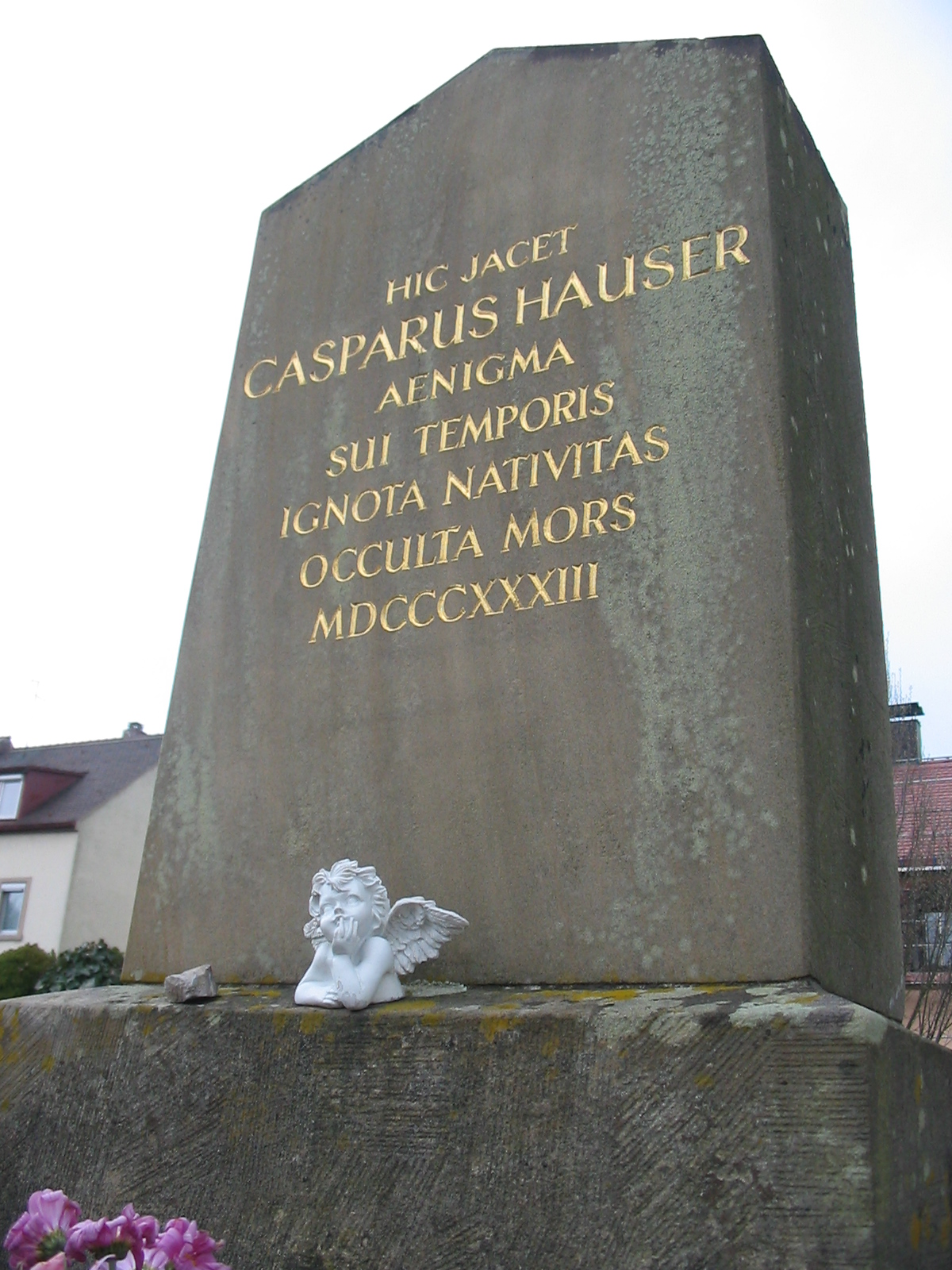
Kaspar Hausers Grabstein auf dem Stadtfriedhof von Ansbach.

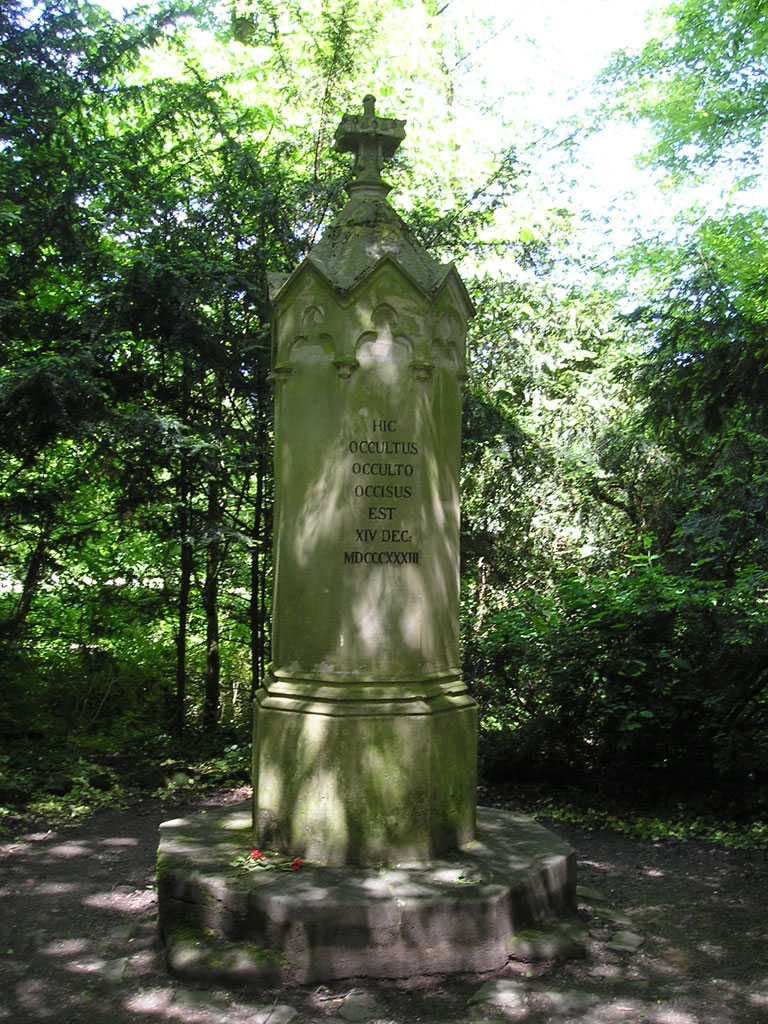
Denkmal am Ort des angeblichen Attentats im Ansbacher Hofgarten.

Kaspar Hauser wurde am 20. Dezember 1833 unter starker Anteilnahme der Bevölkerung auf dem Ansbacher Stadtfriedhof beigesetzt. Sein Grabstein trägt eingemeißelt die lateinische Inschrift:

„HIC JACET CASPARUS HAUSER AENIGMA SUI TEMPORIS IGNOTA NATIVITAS OCCULTA MORS MDCCCXXXIII“

„Hier liegt Kaspar Hauser, Rätsel seiner Zeit, unbekannt die Herkunft, geheimnisvoll der Tod 1833.“

Im Hofgarten errichtete man unweit des Uz-Denkmals einen Gedenkstein mit der ebenfalls lateinischen Inschrift:

„HIC OCCULTUS OCCULTO OCCISUS EST XIV. DEC. MDCCCXXXIII“

„Hier wurde ein Geheimnisvoller auf geheimnisvolle Weise getötet 14. Dez. 1833.“

## Erbprinzentheorie

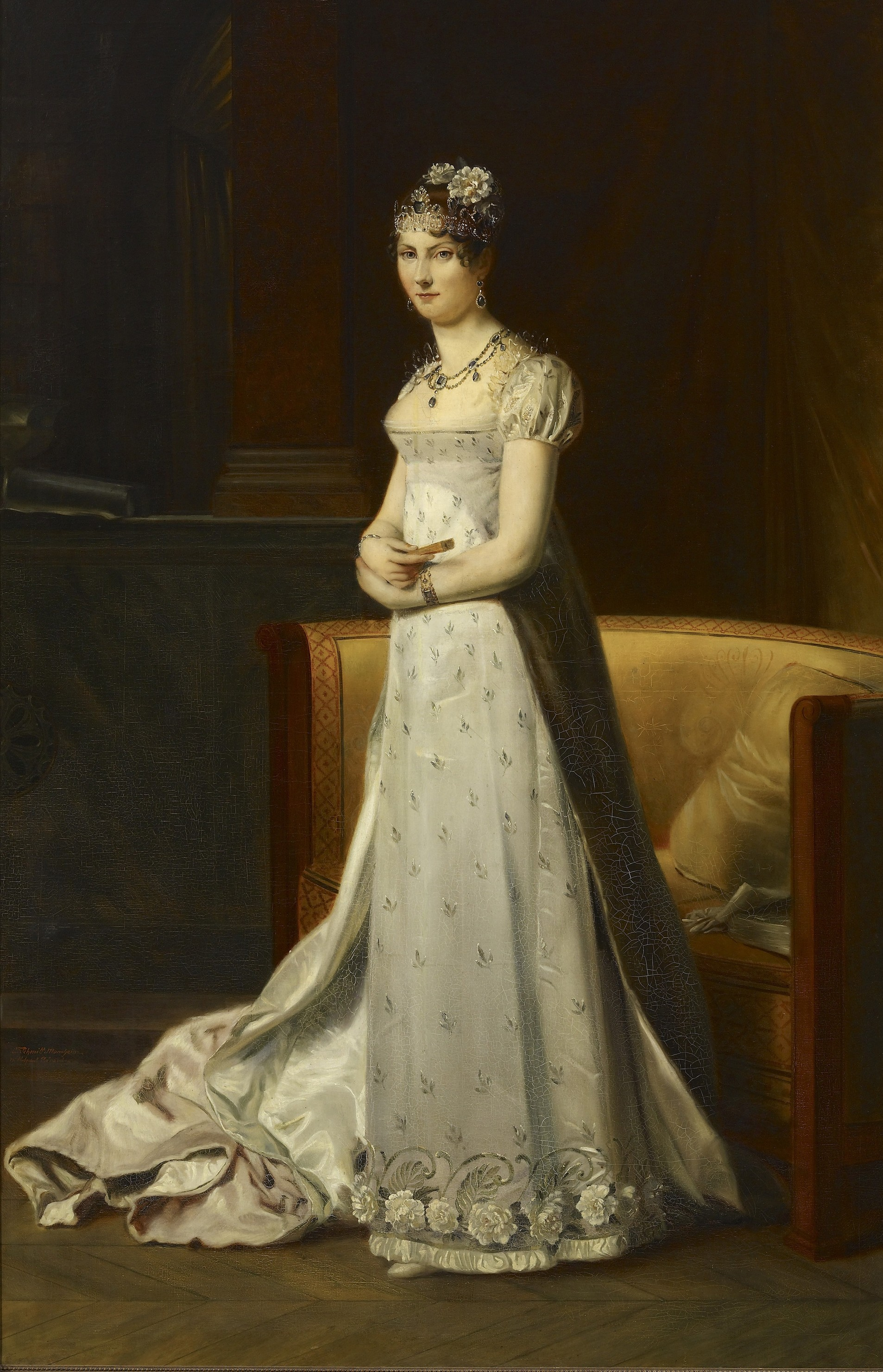
Stéphanie de Beauharnais, laut der Erbprinzentheorie Kaspar Hausers Mutter.

Bereits Ende 1828 kursierten in etlichen Zeitungen in und außerhalb Bayerns Gerüchte über eine vermeintlich adlige Herkunft Kaspars. Nach dem vermeintlichen Attentat auf Hauser im Oktober 1829 verdichteten sie sich in Württemberg und Bayern zu noch vagen Verdächtigungen, aus denen später das weltläufig gewordene Gerücht entstand, dem zufolge Hauser der am 29. September 1812 geborene Erbprinz von Baden sei, den man in der Wiege mit einem sterbenden Kind vertauscht habe. Als Täterin oder Initiatorin gilt hierbei die Gräfin Luise Karoline von Hochberg, die zweite (morganatische) Ehefrau des fast vierzig Jahre älteren, im Juni 1811 gestorbenen Großherzogs Karl Friedrich von Baden. Die 1796 zur Reichsgräfin erhobene Hochberg, ursprünglich eine lediglich kleinadelige Hofdame, habe durch die Vertauschung des Erbprinzen ihren eigenen Nachkommen zur Thronfolge verhelfen wollen. Nach Hausers Tod wurde dann behauptet, er sei wegen seines Prinzentums ermordet worden.
Der angeblich vertauschte, nach amtlicher Version am 16. Oktober 1812 namenlos gestorbene Prinz war der erstgeborene Sohn des Großherzogs Karl und seiner Gemahlin Stéphanie, einer Adoptivtochter Napoleons. Karl hatte den Thron unmittelbar von seinem Großvater Karl Friedrich geerbt, da sein Vater Karl Ludwig, der älteste Sohn aus Karl Friedrichs erster Ehe, schon vor diesem gestorben war. Für den Fall des Aussterbens des aus seiner ersten (standesgemäßen) Ehe hervorgegangenen Mannesstammes hatte Karl Friedrich die Thronfolge seiner Söhne aus zweiter Ehe vorgesehen – eine Regelung, die sein Enkel Karl in einem Haus- und Familienstatut vom 4. Oktober 1817 ausdrücklich bekräftigte und die im folgenden Jahr Bestandteil der badischen Verfassung wurde. Die Sukzessionsfähigkeit der ursprünglich unebenbürtigen und nun zu Prinzen und Markgrafen erhobenen Hochberger war zweifelhaft gewesen, wurde aber 1818 im sogenannten Aachener Protokoll von den europäischen Großmächten anerkannt, während die Ansprüche Bayerns auf die rechtsrheinische Pfalz für „null und nichtig“ erklärt wurden. Nach Karls frühem Tod im Dezember 1818 erbte sein Onkel Ludwig die Großherzogswürde, weil auch Karls 1816 geborener zweiter Sohn, der Erbprinz Alexander, als Säugling gestorben war. Markgraf Friedrich, ein älterer Bruder Ludwigs, war bereits im Mai 1817 gestorben; seine Ehe war kinderlos geblieben. Ludwig blieb unverheiratet und starb im März 1830 als letzter Markgraf aus der Zähringer-Linie, was seinem Halbbruder Leopold als erstem Vertreter der bis 1918 regierenden Hochberg-Linie die Thronfolge eröffnete. Die Häufung von Todesfällen in der älteren Linie gab Anlass zu allerlei unbewiesenen Gerüchten über angebliche am badischen Hof verübte Verbrechen.
Die Großherzogin hatte ihren ersten Sohn nicht tot gesehen, da sie von der schweren Geburt gesundheitlich angeschlagen war. Ihr späteres Schweigen sowie einige umstrittene Äußerungen ihrer jüngsten Tochter Marie Hamilton, die Kaspar Hauser für ihren Bruder gehalten haben soll, trugen zur Verbreitung des Gerüchtes bei.
Fachwissenschaftlichen Arbeiten zufolge kann die unterstellte Kindesvertauschung aufgrund der heute (seit spätestens 1951) bekannten Quellen ausgeschlossen werden, wenn nicht schon das Buch des Oberstaatsanwalts Otto Mittelstädt (Kaspar Hauser und sein badisches Prinzenthum. Heidelberg 1876) als definitive Widerlegung anerkannt wird. Mittelstädts Argumentation, die sich auf die offiziellen Urkunden über die Nottaufe, die Leichenöffnung und die Beisetzung des Prinzen stützte, ist durch spätere Quellenfunde, namentlich die Briefe der Markgräfin Amalie, der Mutter des Großherzogs Karl, erhärtet worden. Die Markgräfin – selbst siebenfache Mutter und, nach Aussage des damaligen preußischen Gesandten am badischen Hof, eine „karakterfeste, starksinnige“ Frau – beschrieb den neugeborenen Prinzen in einem Brief vom 1. Oktober 1812: „Wenn man ihn aber betrachtet, so staunt man nicht, daß er soviel Mühe verursacht hat, um zur Welt zu kommen. Er ist nämlich an Größe und Dicke enorm. Wahrhaftig, ich habe wenige Kinder dieses Ausmaßes gesehen. Er ist ganz badischer Schlag.“ Amalie war bei der Geburt selbst zugegen gewesen und war auch in der Folgezeit immer wieder bei ihrem Enkel. Besondere Freude mache ihr, schrieb sie in einem Brief vom 11. Oktober, dass das Kind sie so sehr an seinen Vater im gleichen Alter erinnere. In zwei Briefen vom 19. und vom 27. Oktober berichtete sie dann von der Krankheit des Prinzen, deren Gefährlichkeit sich erst im Laufe des Sterbetages gezeigt hatte. Um vier Uhr nachmittags habe sie von ihrem Sohn erfahren, das Kind habe einen „Steckfluss“ (erstickende Atemnot) und werde sterben; sie habe sich sofort hinbegeben und sei bis nach dem Tod des Prinzen bei diesem geblieben. In dem Brief vom 27. Oktober heißt es:

„Der arme Kleine hatte einen sehr langen Todeskampf. … Herr von Edelsheim, der sich mit mehreren Herren und Damen im Nebenzimmer befand, kam einen Augenblick herein, um das Kind anzusehen, und hörte dieses Seufzen. Es machte ihm einen so schauderhaften Eindruck, daß er sofort wieder hinausging. Die letzte halbe Stunde war ruhig. Er schien einzuschlafen. Augen und Mund schlossen sich ohne Beihilfe. Dann sah er wundervoll aus. Die Züge schienen mehr ausgebildet und er hatte noch keine Totenblässe. Alle, die ihn so sahen, bewunderten ihn. Am nächsten Morgen war er nicht mehr so schön.“

Kolb [ein Anhänger der Prinzentheorie] hat 1883 ausgeführt, der Mutter hätte ein anderes Kind nicht leicht untergeschoben werden können; wäre sie gegenwärtig gewesen, müssten die Zweifel verstummen. „Das gilt nach den dargelegten Umständen auch für die Großmutter; die aber war anwesend gewesen.“ Die Hebamme Horst, die die Nottaufe vornahm, hätte eine Vertauschung ebenfalls bemerken müssen, da sie, von der Mutter ausschließlich mit der Pflege des Erbprinzen betraut, fast ständig in dessen Nähe gewesen war.
Die Hochberger hatten auch kein Motiv für einen Mord an Kaspar Hauser. Leopold hatte den Thron mit Zustimmung aller Großmächte bestiegen, während es um Hauser immer stiller geworden war. Dieser hat im Übrigen niemals Ansprüche auf den badischen Thron erhoben, und er hätte sie allein auch keinesfalls durchsetzen können. Wenn der Erbprinz 1812 tatsächlich vertauscht worden wäre, so hätte es aus badischer Sicht allenfalls Sinn gehabt, eventuell noch lebende Mitwisser zu beseitigen, statt einen Mord zu begehen, der in ganz Europa Aufsehen erregen würde.
Nach Hausers Tod verbreitete sich die Nachricht seiner angeblichen Ermordung wie ein Lauffeuer, und demokratisch gesinnte Pamphletisten wussten die Sache rasch für den politischen Kampf gegen das Haus Baden zu nutzen. In diesem Zusammenhang ist auch die Denunziation des unter Großherzog Ludwig sehr einflussreich gewesenen badischen Diplomaten Heinrich von Hennenhofer zu sehen, den der Oppositionelle Joseph Heinrich Garnier in seiner Broschüre Einige Beiträge zur Geschichte Caspar Hausers (Straßburg 1834) als angeblichen Mörder Hausers nannte. „Hennenhofer war den Liberalen des Vormärz als Günstling und absolut ergebener Diener des Autokraten Ludwig verhaßt. Indem man ihm diesen Mord anheftete, diskreditierte man auch das verhaßte politische System.“
Aus ganz anderen Gründen hatte auch das Königreich Bayern ein Interesse an der Verbreitung der gegen Baden gerichteten Verdächtigungen. Bayern bemühte sich nämlich seit langem, die 1803 an Baden verlorene rechtsrheinische Pfalz zurückzugewinnen, konnte sich jedoch mit seinen Territorialansprüchen nicht gegen die Großmächte durchsetzen. Nach seiner Thronbesteigung im Jahre 1825 versuchte König Ludwig I. diese Ansprüche wieder geltend zu machen „und zwar mit einer Beharrlichkeit, die nicht nur die eigenen Minister, sondern auch die deutschen und europäischen Kabinette in Atem halten sollte.“ Nachdem sogar eine militärische Intervention erwogen worden war, kam es zuletzt auf diplomatischer und publizistischer Ebene zum Schlagabtausch mit juristischen Argumenten. Dabei griff die bayerische Regierung zum Mittel des Archivaliendiebstahls, der jedoch aufgedeckt wurde und zu für Bayern peinlichen Enthüllungen führte. Dennoch ordnete im Oktober 1827 Ludwig I. an, dass einige erfolgreich entwendete Dokumente nicht an Baden zurückgegeben werden sollten.

„Bei den Akten ging es vor allem um die Geschichte des Hauses Hochberg; wäre damals schon in den Archiven auch nur der geringste Niederschlag einer Prinzenvertauschung zu finden gewesen, hätte Bayern mit Sicherheit davon Gebrauch gemacht, denn das Ende des Hauses Zähringen stand unmittelbar bevor.“

Auf der Gegenseite vertraute Markgraf Wilhelm (Bruder und Berater Großherzog Leopolds) seinen Familienaufzeichnungen an:

„Dass eine solche Fabel von verschiedenen bayerischen Schriftstellern mit Vergnügen ergriffen wurde, um … gegen uns benutzt zu werden, ist an sich [wegen des Gebietsstreits] sehr begreiflich, hatte sich sogar der König Ludwig von Bayern nicht gescheut, noch verwerflichere Mittel gegen uns anzuwenden ….“

Ob der umfangreiche amtliche Bericht („den sogenannten Kaspar Hauser betreffend“) des Gerichtspräsidenten Anselm von Feuerbach vom 8. April 1830 an das Justizministerium des Königs Ludwig I. überhaupt zur Kenntnis genommen wurde, ist ungewiss. Darin hatte Feuerbach beiläufig die, wie er vorsichtig schrieb, „romantische Sage“ des badischen Prinzentums Kaspars erwähnt. Tatsächlich scheint Ludwig I. aber erst unmittelbar nach dem Tode Kaspar Hausers über die Vermutungen unterrichtet worden zu sein, und zwar von seiner Stiefmutter, Königin Karoline, die von Feuerbach über die Prinzentheorie in Kenntnis gesetzt worden war.

„… Mama sagte mir … Kaspar Hauser sey für einen Sohn ihres Bruders [Großherzog Karl] gehalten worden, nämlich daß ein anderes Kind statt seiner untergeschoben worden. Der verstorbene Präsident Feuerbach hätte ihr darüber geschrieben, gewünscht, sie solle sich seiner annehmen, was sie aber, um ihm keine Gefahr zu bringen, nicht getan ….“

Ludwig I. war von der Ermordung Hausers überzeugt und reagierte ungehalten auf die These der Selbstverwundung: „Der Name dessen, welcher in Ansbach (oder Nürnberg) hatte einrücken lassen, Kaspar Hauser habe sich selbst die Wunde beigebracht, ist zu erforschen, überhaupt allem, was sich auf K.H. bezieht und auf das Verbrechen, ist unausgesetzt eifrig nachzuspüren ….“ Am 29. Dezember 1833 setzte er eine Prämie von zehntausend Gulden „auf die Entdeckung des Täters“ fest. Scharf rügte er die polizeilichen und behördlichen Maßnahmen in Ansbach. Es ist daher wahrscheinlich, dass das Ansbacher Gericht, statt ausdrücklich auf Selbstverwundung zu erkennen, seine Zweifel an der Mordthese mit Rücksicht auf die Münchener Regierung so vorsichtig formuliert hat; in einem Entwurf seines Abschlussberichtes hatte es jedenfalls etwas deutlicher geheißen, man könne sich „des Verdachtes nicht erwehren, daß ein Mord von fremder Hand an Hauser nicht verübt, daß ein Verbrechen nicht begangen wurde“.
Auch die sich über Jahre hinziehenden Ermittlungen unter der Federführung des Innenministers Ludwig von Oettingen-Wallerstein erbrachten keine Beweise für eine Ermordung Kaspars im badischen Auftrag. Der Minister wurde „nicht zuletzt auch wegen dieses Mißerfolgs 1837 unter fast entehrenden Umständen entlassen“. Eine erneute publizistische Auseinandersetzung mit Baden wegen Kaspar Hauser hatte Ludwig I. ohnehin nicht mehr gewagt, da der Fall längst von monarchiefeindlichen Schriftstellern dominiert wurde, denen die badische wie bayerische Aristokratie einerlei war.

### Haltung Feuerbachs

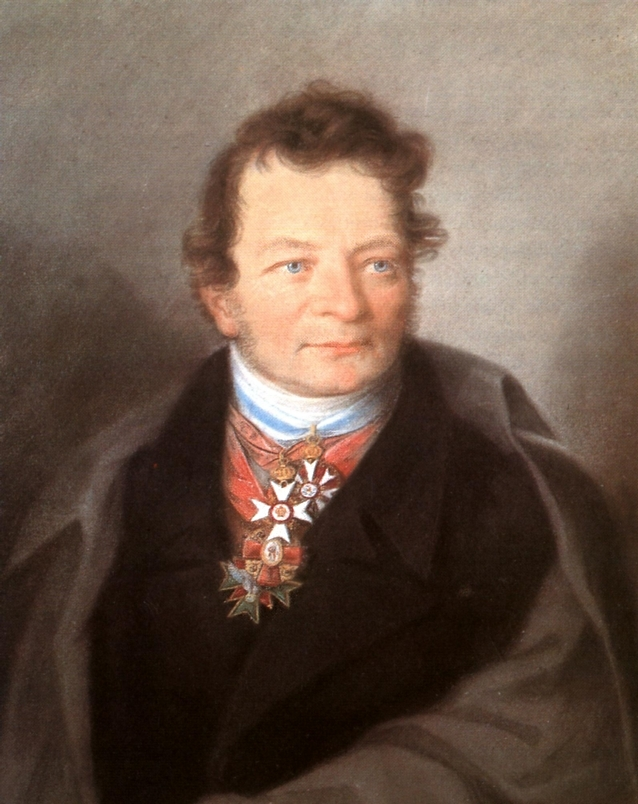
Anselm von Feuerbach: zeitweise Vertreter der Erbprinzentheorie, Obervormund und Gönner Kaspar Hausers

In einem Bericht an das Bayerische Justizministerium vom 8. April 1830 nannte Feuerbach die Geschichte vom vertauschten Prinzen eine „jedes juridisch tatsächlichen Anhaltspunktes ermangelnde romantische Sage“. Anfang des Jahres 1832 sprach er sich jedoch in einem an die Königinwitwe Karoline gerichteten geheimen Mémoire deutlich für die Prinzenhypothese aus, wobei er allerdings einräumte, dass seine Beweisführung „vor keinem Richterstuhle ein entscheidendes Gewicht haben würde“. Bereits in seiner kurz zuvor veröffentlichten Abhandlung Kaspar Hauser oder Beispiel eines Verbrechens am Seelenleben eines Menschen (Ansbach 1832) hatte er die Möglichkeit einer fürstlichen Abkunft Hausers angedeutet. Ende März klagte er in einem Brief an seinen Sohn Anselm über seine verfallende Gesundheit, über Ohnmachtsanfälle und Gedächtnisschwund; Wissenschaftliches könne er nicht mehr treiben, sein Kaspar Hauser zeige davon nicht undeutliche Spuren. Stanhope berichtete später, er habe von einem ganz glaubwürdigen Zeugen erfahren, Feuerbach habe geäußert, vielleicht habe er in seinen alten Tagen noch einen Roman geschrieben. Das Gerücht, Feuerbach sei wegen seines Eintretens für Kaspar Hauser vergiftet worden, hat sein Biograph Gustav Radbruch dahin gedeutet, es „entspreche dem Bedürfnis, einen Mann, der als Kämpfer um das Recht gelebt habe, auch als einen Kämpfer um das Recht sterben zu lassen“. Tatsächlich erlag Feuerbach den Folgen eines Schlaganfalls, nachdem er bereits zwei derartige Anfälle (im April 1829 und im Juli 1832) erlitten hatte.

### Spätere Vertreter
Im 20. Jahrhundert wurde die Prinzentheorie vor allem von Hermann Pies, einem (wie er selbst bekannte) überzeugten Okkultisten, und von Anthroposophen (wie Johannes Mayer und Peter Tradowsky) propagiert:

„Für Tradowsky ist die Hauser-Frage auch immer eine Frage der Weltanschauung. Kaspar sei ‚eine wahrhaft einzigartige Erscheinung‘, die ‚eine Schicksalsmission hätte erfüllen‘ können. Außer den auf anthroposophischer Grundlage beruhenden Gedanken bietet Tradowsky … kaum etwas Neues. … In seinem … Buch ‚Kaspar Hauser oder das Ringen um den Geist‘ schreibt Tradowsky, es bleibe festzuhalten, daß Rudolf Steiner in Kaspar Hauser den badischen Thronfolger gesehen habe. Sollte Steiners Auffassung vielleicht mit ein Grund für die unkritische Haltung Tradowskys gegenüber den historischen Tatsachen sein?“

Die bis heute in der nicht-wissenschaftlichen Hauser-Literatur verbreiteten Beweisführungen für eine Vertauschung des badischen Erbprinzen (etwa gegen den Sohn des Arbeiters Blochmann) wurden zu einem großen Teil in den 1920er Jahren von Amateurforschern entwickelt. Sie halten einer kritischen Überprüfung nicht stand, wie der Historiker Ivo Striedinger (Professor für Archivkunde an der Universität München und Direktor der Staatlichen Archive Bayerns) in seinem 1933 publizierten großen Literaturbericht Neues Schrifttum über Kaspar Hauser ausführlich dargelegt hat.
„Das einfältige Märchen“ (Fritz Trautz), von Pies und anderen Autoren „so beredt vertreten“, wird heute wohl vor allem wegen der Piesschen Publikationen immer noch vielfach als ernstzunehmende Theorie angesehen:

„Die schiere Masse der Hauseriana-Produktion von H. Pies, der weithin vergleichsweise maßvolle Ton dieser Veröffentlichungen, die mit einem großen Anmerkungsapparat versehene seriöse Aufmachung, die in jahrzehntelanger Beschäftigung mit dem Thema erworbene Detailkenntnis des Autors – all das ist geeignet, dem Gesamtwerk eine Wirkung zu verschaffen, die es bei seiner selektiven Einseitigkeit und seinem Mangel an Kritik und an zeitgeschichtlicher Rahmenkenntnis wohl doch nicht verdient.“

„Pies [geht] eingangs auf die schon 1829 auftauchende Ansicht ein, die Umstände der von Hauser berichteten langen Haft ließen in Verbindung mit dem ‚Nürnberger Attentat‘ auf eine hohe Abkunft des Jünglings schließen – eine namentlich im ersten Punkt keineswegs notwendige Folgerung, die aber Feuerbach alsbald sich zu eigen gemacht hat und die dann bei den ‚Hauserianern‘ wie auch bei H. Pies selbst offenbar vorwaltet. Es erübrigt sich, die unhaltbaren Konstruktionen … zu diskutieren; sowenig wie seinerzeit G. F. Kolb kann H. Pies die Ergebnisse des Mittelstädtschen Buchs erschüttern.“

Striedinger kritisiert die Argumentationsweise der Prinzentheoretiker („Hauserianer“) beispielsweise wie folgt:

„Wo den Hauserianern eine amtlich beglaubigte Tatsache nicht paßt, erfinden sie einen Fälscher. Klee braucht hier gleich ihrer drei. Einer davon muß bestochen sein, der zweite handelt als gehorsamer Vollzieher der Befehle einer – nur in der Phantasie der Hauserianer existierenden – verbrecherischen Kamarilla. Dabei ist Herrn Klee noch das Mißgeschick widerfahren, daß er den Eintrag im Bestattungsbuch vergessen hatte [über die 1833 in München erfolgte Beerdigung Blochmanns, der nach Fritz Klee schon 1812 als falscher Erbprinz bestattet worden sein soll]. War wohl am Bestattungsamt in München ein gleichfalls bestochener Schreiber tätig?“

„Zugegeben: die Unterstellungen sind durch ein ‚dürfte‘, ein ‚wohl‘, ein ‚mag‘ eingeschränkt. Aber das hält nicht ab, daß sie im nächsten Satze der Schlußfolgerung zugrunde gelegt werden, die da lautet: ‚Alles in allem, eine Reihe gewichtiger Gründe berechtigen zu der Annahme, in Joh. Ernst Bl. tatsächlich das untergeschobene Kind zu erblicken.‘ Kein Wort ist zu scharf, um eine solche Art, Kettenschlüsse zu bauen, zu brandmarken!“

Die näheren Ausführungen Klees über angebliche Inkonsistenzen in den Blochmann betreffenden Einträgen sind fehlerhaft und unhaltbar.
Ein grundlegender Einwand gegen die Erbprinzentheorie leitet sich aus der groben Unzuverlässigkeit Kaspar Hausers ab, die (wie im Abschnitt über die Betrugstheorie ausgeführt wird) vielfach bezeugt ist und von den späteren Hauserianern zum Teil auch eingeräumt wird. Die Erbprinzentheorie möchte eine Erklärung für die von Hauser behauptete Einkerkerung und für die beiden angeblichen Attentate, für die er jeweils der einzige Zeuge ist, bereitstellen. Obwohl seine Angaben in mehreren Punkten gar nicht stimmen können, werden sie von den Hauserianern dennoch für die Theoriebildung herangezogen und mit den anderen vorliegenden Quellen vermengt. Diese Vorgehensweise widerläuft den Grundsätzen der historisch-kritischen Methode, die vom geschichtswissenschaftlichen Historismus entwickelt wurde und bis heute als äußere und innere Quellenkritik Maßstäbe setzt: „Es gab eine Zeit, da setzte man die Quellenberichte mosaikartig zusammen und wog sie erst da kritisch gegen einander ab, wo sie sich widersprechen. Die neuere Methode verwirft dies Verfahren. Sie sagt: eine Quelle, die sich da, wo sie sich durch andere kontrollieren läßt, als unglaubwürdig erweist, verdient auch für die Angaben keinen Glauben, bei denen sie einzige und unkontrollierbare Quelle ist.“

### Flaschenpost von 1816
Als Hinweis auf eine hohe Abkunft Hausers wird in der Hauser-Literatur gelegentlich eine Botschaft in lateinischer Sprache angeführt, die im September 1816 als Flaschenpost bei Kembs am Oberrhein aufgefunden worden sein soll. Nach einem Bericht des Pariser Moniteur universel vom 5. November 1816 lautete die Botschaft wie folgt:

„Cuicumque qui hanc epistolam inveniet :

Sum captivus in carcere, apud Lauffenburg, juxtà Rheni flumen : meum carcer est subterraneum, nec novit locum ille qui nunc folio [richtig wohl: solio] meo potitus est. Non plus possum scribere, quia sedulò et crudeliter custoditus sum. “

„Wer auch immer diesen Brief findet: Ich werde in einem Kerker bei Lauffenburg am Rhein gefangen gehalten: mein Kerker liegt unter der Erde, und den Ort kennt derjenige nicht, der sich nunmehr meines Blattes [richtig wohl: Thrones] bemächtigt hat. Mehr kann ich nicht schreiben, da ich sorgfältig und grausam bewacht werde.“

Die Buchstabenfolge „S. Hanès Sprancio“ wurde später (1926) als Anagramm aus Sein Sohn Caspar gedeutet.
Nach Jean Mistler ergibt sich aus behördlichen Dokumenten, dass die Signatur im Original anders lautete. Im Archiv der Préfecture du Haut-Rhin findet sich nämlich eine Abschrift der angeblichen Flaschenpost mit der Signatur Hæres Spaniæ (Erbe Spaniens) und dem Vermerk, dass man anders lesen könne. In einem vorangegangenen behördlichen Briefwechsel war dem Präfekten des Haut-Rhin die Lesart Hæres Franciæ (Erbe Frankreichs) genannt worden. Mistler hält diese Variante für richtig und vermutet, dass es sich um eines der vielen, aktenfüllenden Schriftstücke handelte, die gewisse französische Royalisten damals in Umlauf brachten, um den Betrüger Mathurin Bruneau, der sich als Louis Charles de Bourbon ausgab, oder einen der zahlreichen anderen Thronprätendenten im Frankreich der Restauration zu unterstützen. Der Präfekt habe aus politischer Vorsicht die unverfänglichere Lesart Hæres Spaniæ vorgezogen, und die Pariser Polizei habe dann an die Presse eine gänzlich verballhornte Version weitergegeben. Das S. war mit Sicherheit kein Teil der Signatur, sondern eine Abkürzung für Signé (signavit = hat gezeichnet). Die ohnehin nicht eindeutige Deutung als Anagramm aus Sein Sohn Caspar entbehrt somit der Basis; ein Zusammenhang mit dem 1812 geborenen Erbprinzen von Baden kommt aus anderen, offensichtlichen Gründen sowieso nicht in Betracht (u. a. weil dessen Vater 1816 noch lebte).

## Betrugstheorie
Schon zu Kaspar Hausers Lebzeiten gab es Stimmen, die seine Glaubwürdigkeit bezweifelten, bis hin zu der Vermutung, er habe bereits die Aussetzung inszeniert. Oft wird aber auch angenommen, dass Hauser tatsächlich als verstoßenes Kind nach Nürnberg kam, sich unter den verschiedenen Einflüssen allmählich in Widersprüche verwickelte und eine Selbstinszenierung pflegte. So sei es zu einem fatalen Wechselspiel zwischen einer naiven Öffentlichkeit und einem – durch familiäre Vernachlässigung oder anlagebedingt – psychisch geschädigten, nun zur mythischen Figur überhöhten Menschen gekommen. Das „Kerkermärchen“ sei vermutlich erst in Kaspar „hineingefragt“ worden. Die Attentate habe er dann fingiert, um neue Aufmerksamkeit zu erregen und um die vorübergehend abgeflauten Gerüchte über seine Herkunft wieder anzufachen und zugleich von den aufkommenden Zweifeln an seiner Glaubwürdigkeit abzulenken. Daher habe sich Hauser beim zweiten fingierten Attentat ernstere Verletzungen zugefügt als beim ersten, dabei jedoch wohl unbeabsichtigt seinen Tod herbeigeführt. Dies habe die Prinzenlegende dann verfestigt.
Deutungen, die die Tatsächlichkeit der angeblich an Kaspar Hauser verübten Verbrechen bestreiten, werden in diesem Artikel der Einfachheit halber unter dem Begriff „Betrugstheorie“ zusammengefasst. Dabei ist allerdings zu beachten, dass diese Deutungen in einigen Punkten voneinander abweichen, insbesondere in der Beurteilung der Persönlichkeit Hausers und in der Einschätzung seines Anteils an der Legendenbildung, so dass die oft gestellte Frage: „Betrüger oder Prinz?“ als zu kurz greifend erscheint.

### Zweifel an der Kerkererzählung
Die von Kaspar und seinen ersten Betreuern behauptete fast lebenslange Gefangenschaft in einem dunklen Raum, in dem er sich nicht gehend habe bewegen können, gilt heute unter ernsthaften Hauserforschern als ausgeschlossen. Sie ist mit seiner körperlichen und geistigen Verfassung aus medizinischen Gründen unvereinbar. „Sehr wahrscheinlich“, meint Walther Schreibmüller, „ist Kaspar aber längere Zeit vom Verkehr mit der Umwelt abgeschlossen worden, so daß er vor allem geistig verwahrloste.“ Eine Analyse der überlieferten ärztlichen Quellen erbrachte jedoch „keine medizinischen Beweise … die eine langjährige Einzelhaft von Kaspar Hauser bei Wasser und Brot belegen.“
Der Professor für Psychiatrie Karl Leonhard urteilt wie folgt:

„In unserer Zeit, in der man genau weiss, was Hospitalismus ist, sollte man endgültig aufhören, die Geschichte von Kaspar Hauser als echt zu nehmen. Unter den Bedingungen, unter denen er seit früher Kindheit gelebt haben will, wäre er über den Zustand eines Idioten nicht herausgekommen und überdies nicht lange am Leben geblieben. Seine Erzählung zeigt auch selbst schon die gröbsten Ungereimtheiten, so dass man sich wundert, dass sie jemals geglaubt wurde, und heute noch vielfach geglaubt wird.“

Striedinger führt unter anderem aus:

„Hätten nicht seine Organe nach 16jährigem Nicht-Gebrauch zum Stehen, Gehen, Sprechen ungeeignet sein müssen? Statt dessen will er glauben machen, er habe in einer Lektion in einem dunklen Raume schreiben gelernt, hierauf in einer zweiten lesen und schließlich in einigen Minuten das Gehen! Auch die anderen Ausschmückungen verraten nur allzu deutlich ihren Ursprung in Notlügen. Daran hatte der arglose Kaspar anfangs nicht gedacht, daß man ihn fragen werde, wer ihm zu essen gebracht, wer ihm die Wäsche gewechselt und die Nägel geschnitten, wie und wo er seine Notdurft verrichtet habe. Die oft wiederholten Opiumgaben, die zur Erklärung herangezogen wurden, hätten mit der Zeit einen Mann zerrüttet, ja umgebracht, um wie viel eher ein Kind, und die Reinlichkeitsgeschichte trägt ihre Widerlegung in sich: bekanntlich wird jeder sich selbst überlassene Mensch unreinlich, ein denkunfähiges Kind bleibt es, – das ist unbestreitbar. … Einer der bei der Leichenöffnung beteiligten Ärzte (Dr. Heidenreich) erblickte in der auffallenden Größe der Leber und in der Kleinheit des Gehirns einen Beweis für lange Einsperrung; aber er ließ unerörtert, ob Beides nicht auch andere Ursachen haben kann. Wo kämen wir hin, wenn wir von all unseren Mitmenschen, die eine zu große Leber und ein zu kleines Gehirn ihr eigen nennen, annehmen müßten, sie seien in ihrer Kindheit jahrelang eingesperrt gewesen? Nein! Es ist nicht anders: die ganze Geschichte von der Gefangenhaltung Kaspar Hausers ist ein Märchen. Er war nie widerrechtlich eingesperrt und daher kann man auch seinen Kerker nie und nirgends ausfindig machen.“

Es sei einer der Hauptfehler in der Behandlung des Falles gewesen, dass man die bei Hauser offenbar vorliegenden physischen und psychischen Anomalien immer auf die vermutete Kindheitsentwicklung zurückführte, ohne je zu seinen Lebzeiten andere medizinische Erklärungen auch nur in Erwägung zu ziehen.
Heidenreichs Auffassung, es habe eine Hirnmissbildung vorgelegen, ist im Übrigen sehr zweifelhaft. Der Arzt Peter Josef Keuler vergleicht den amtlichen Sektionsbefund des Landgerichtsphysikus Albert mit dem erst später publizierten Bericht Heidenreichs (der bei der Obduktion anwesend gewesen war): „Letzterer [kommt] zu erheblich abweichenden Äußerungen insbesondere über den knöchernen Schädel und die Form und Größe des Gehirns“, während nach Ansicht Alberts der Schädel und das Gehirn Hausers keine pathologischen Besonderheiten aufwiesen. Keuler, der unter anderem Heidenreichs Forschungsinteressen und Schriften aufzählt, belegt dessen Nähe zur Lehre der Phrenologie:

„Heidenreich hat offensichtlich die Obduktion des Gehirns nur aus phrenologischer Sicht betrachtet und ist aufgrund dieser Voreingenommenheit zu seinen von Alberts Befund abweichenden Feststellungen gekommen. [Sein] Obduktionsbefund des Schädels kann daher nicht mehr, wie bisher häufig geschehen, als Grundlage für medizinische Schlußfolgerungen über Kaspar Hausers Gesundheitszustand dienen oder als Beweis für die Einkerkerungstheorie gelten.“

Der Nervenarzt Günter Hesse weist die Kerkererzählung ebenfalls zurück:

„Die Geschichte seiner 14j. Dunkelhaft bei Wasser und Brot verbunden mit Betäubung mittels Opium in kurzen Zeitabständen ist eine [dem Geist der romantischen Medizin entsprungene] Erfindung seiner Betreuer: Er weist bei seiner Ankunft in Nürnberg weder Vitamin- noch Eiweißmangelerscheinungen, noch Zeichen eines chronischen Opiatabuses auf. … [Er ist] nicht kontaktgestört […]: er wendet sich sofort an den ersten Bürger, den er trifft, und bittet um Auskunft. … Der erste Untersucher, Dr. Preu, befindet K. H. durchaus nicht als ‚blödsinnig‘, sondern attestiert ihm wie alle folgenden … Gutachter der ersten Wochen zu Nürnberg außergewöhnlich hohe Geistesgaben. … Es sind keinerlei Anhaltspunkte für einen Entwicklungsrückstand in körperlicher Hinsicht aus den Untersuchungsprotokollen zu entnehmen. Man betont im Signalement seine gesunde Gesichtsfarbe (!) und hält das … Alter von 16 Jahren gemäß dem körperlichen Zustand für zutreffend. … 4 Jahre später [schätzen] sowohl … Lehrer Meyer wie … Frh. v. Tucher das Intelligenzalter des nunmehr 20jährigen als das eines 10- bis 12-jährigen ein.“

Die scheinbare Abnahme seiner Auffassungsgabe erkläre sich, so Karl Leonhard, eben daraus, dass er anfangs „so schnell erlernte, was er in Wirklichkeit längst beherrschte“, und dann später nachließ, „als er wirklich Neues lernen sollte.“

„Teilweise war das angeblich mangelnde Wissen auch schon unmittelbar als Ausdruck einer Pseudodemenz zu erkennen, so wenn Kaspar nach dem Bericht von Daumer eine Katze lehren wollte, aufrecht zu stehen, und mit den Vorderpfoten zu essen, wenn er bei einer Quetschung des Fingers meinte, das Holzpferd habe ihn gebissen, wenn er sich wunderte, dass die Ochsen und Pferde nicht auf den Abort gingen, oder dass sich ein schmutziges Gartenstandbild nicht putzte, wenn er einem Schimmel verargte, dass er ‚strahlte‘, d. h. Wasser liess, und nicht mehr auf ihm reiten wollte, weil er ‚geblasen‘ hatte. All diese Äußerungen, die eine völlige Unerfahrenheit beweisen sollten, setzen doch schon ein recht vielseitiges Wissen voraus.“

Striedinger wendet sich auch gegen die Bemühungen einiger Hauser-Apologeten, Kaspars Kerkererzählung zu modifizieren, um sie in einer weniger aberwitzigen Form in ihre Konstruktionen einzufügen. Denn die Aufgabe des Historikers sei gerade, sich für die zuverlässigen Quellen zu entscheiden und die unzuverlässigen zu verwerfen. „Auf unseren Fall angewendet: wenn man Kaspars Erzählungen und ‚Selbstzeugnisse‘ als glaubhaft annimmt, dann darf man nicht wesentliche Teile ablehnen, um dafür beliebige eigene Annahmen anzustücken.“

### Zweifel an den Attentaten

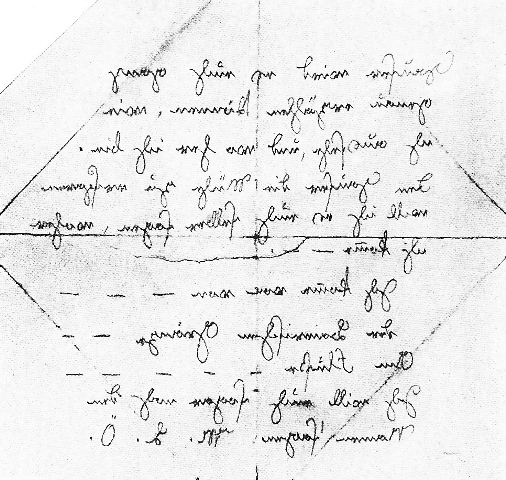
Der Spiegelschriftzettel, kontrastverstärkte Photographie. Das Original ist seit 1945 verschwunden. Zu erkennen sind die Spuren der für Hauser typischen Faltung.

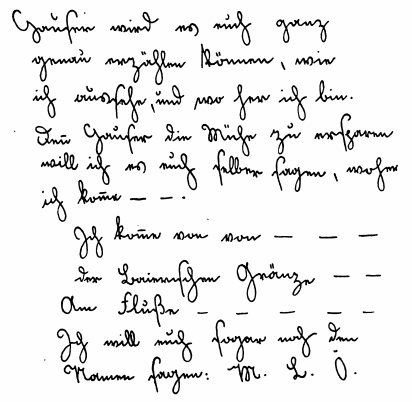
Faksimile des Spiegelschriftzettels, gespiegelt

Als wichtiges Indiz wird der im Ansbacher Hofgarten gefundene Zettel mit der Aufschrift in Spiegelschrift angesehen. Laut der Betrugstheorie hat Kaspar ihn selbst geschrieben, weil der imaginierte Angreifer, anders als bei dem angeblichen Attentat von 1829, dieses Mal eine Spur hinterlassen sollte. Zur Stützung dieser These wird auf sprachliche Ähnlichkeiten mit von Hauser stammenden Texten verwiesen. Die Worte „will ich es euch selber sagen“ erinnern an Formulierungen am Anfang seiner beiden autobiographischen Aufsätze: „Die Geschichte von Kaspar Hauser, ich will es selbst schreiben“ bzw. „… will ich selber schreiben“. Auch den Rechtschreibfehler „wo her“ hat Hauser nach Aussage des Lehrers Meyer häufig gemacht, so in seinem lateinisch-deutschen Vokabelheft, in dem er „unde“ mit „wo her“ übersetzte. Der falsche Kasus („den“ statt „dem“) kommt in seinen Schreibheften ebenfalls häufig vor. Zudem war der Zettel in einer eigentümlichen Dreiecksform gefaltet, so wie auch Kaspar seine Briefe zu falten pflegte: hierüber zeigte sich insbesondere Frau Meyer erschrocken, die (anders als ihr Mann) ein sehr herzliches Verhältnis zu Kaspar hatte. Die Zeilen

„Ich komme von von _ _ _

der Baierischen Gränze _ _“

greifen offenbar die Kopfzeile des Hauser wohlbekannten Briefes an von Wessenig auf. Als man am 5. Mai 1834 von Wessenigs Diener Johann Mathias Merk, der als einer der ersten nach Kaspars Ankunft in Nürnberg mit diesem gesprochen hatte, erneut vernahm, sagte er aus, Kaspar habe ihm damals erzählt, täglich „über die Grenze“ zur Schule gegangen zu sein. Mistler spricht angesichts der zahlreichen Auffälligkeiten von „Leitmotiven“ Kaspars, man könne fast sagen, er habe den Zettel ebenso klar unterschrieben wie mit seinem Namen. Ein weiteres Argument ist, dass der Verfasser des Textes offenbar davon ausging, dass Hauser die Verletzung überleben würde („Hauser wird es euch ganz genau erzählen können …“): dies spreche gegen einen Mordanschlag und passe zur Annahme einer Selbstverwundung ohne suizidale Absicht. Auch die ebenfalls in Spiegelschrift gehaltene, sinnlose Aufschrift „abzugeben“ (auf der Außenseite des zusammengefalteten Zettels) lasse die Identität von Verfasser und Empfänger vermuten. Hauser habe sich bei dem Bemühen, ein von ihm verschiedenes Gegenüber zu konstruieren, durch seine Ungeschicklichkeit verraten. Seine Urheberschaft, argumentiert z. B. Walther Schreibmüller, mache auch begreiflich, dass Hauser sich nicht nach dem Inhalt des Beutels erkundigte, obwohl er großen Wert darauf gelegt hatte, dass man ihn suchte. Die Form der Spiegelschrift habe er gewählt, um seine Handschrift leichter verstellen zu können, und hierbei seien ihm seine Fähigkeiten als gewandter Zeichner zugutegekommen. In diesem Zusammenhang sind noch zwei im Fieber gemachte Äußerungen Kaspars bemerkenswert, die sich als Hinweis auf vorangegangene Schreibübungen deuten lassen: nach der Bekundung der Zeugin Kitzinger sagte er: „Ich muss heute viel schreiben mit Bleistift“, und seine Krankenwärterin, Frau Lorenz, hörte von ihm: „Was mit Bleiweiß geschrieben ist, kann man nicht lesen.“ Lehrer Meyer sagte zudem aus, einen lilafarbenen Beutel in Kaspars Besitz gesehen zu haben, war sich über dessen Identität allerdings nicht sicher.
Überdies finden sich nach Ansicht der Kritiker Hausers zahlreiche Unstimmigkeiten und Unwahrscheinlichkeiten in seiner Darstellung des Attentats. Zunächst erscheine das Verhalten des angeblichen Attentäters als gänzlich unbegreiflich. Der Sinn des Beutels und des Spiegelschriftzettels sei in Kaspars Version nicht ersichtlich, auch nicht, warum der Attentäter Hauser lebend hätte entkommen lassen sollen, zumal ein lauter Hilferuf ihm leicht Verfolger auf die Fersen hätte setzen können. Zudem hätte er damit rechnen müssen, dass Kaspar die Gefahr bemerkt und seine Beschützer von der merkwürdigen Einladung durch einen Unbekannten in Kenntnis setzt. Man hätte den Attentäter dann durch Beobachtung der drei Eingänge zum Hofgarten fassen können. Es sei verwunderlich, dass Hauser, der einen Anschlag auf sein Leben doch angeblich fürchtete, der Einladung so leichtsinnig gefolgt sei. Als er dann am artesischen Brunnen niemanden traf, wäre es naheliegend gewesen, in die nahe Hofgärtnerswohnung zu gehen und zu fragen: „Man hat mich doch eingeladen, warum ist niemand da?“, war er doch angeblich namens des Hofgärtners eingeladen worden. Stattdessen ging Kaspar in Richtung des Uz-Denkmals, und dort, nicht am vereinbarten Treffpunkt, wollte er dem Attentäter begegnet sein. Der hätte also gar nicht wissen können, dass Kaspar dorthin gehen würde. Plausibel sei dagegen, so etwa Striedingers Vermutung, dass Kaspar einen der Steine in der Nähe des Denkmals, die im Sommer eine Bank zu tragen hatten, aufgesucht habe; auf einem solchen Steine sitzend habe er sich nämlich die Stichwunde leichter zufügen können als im Stehen. Trotz des kalten Wetters trug Hauser keinen Mantel, um – so wird gemutmaßt – die Verwendung der Stichwaffe zu erleichtern:

„Rock, Weste, Unterjacke und Hemd setzten dem Stich starken Widerstand entgegen, er mußte Kraft anwenden; aber als er die warme Haut traf, hätte er bremsen müssen, das unterließ er, und so ging es wie in dem Heineschen Gedicht, er ‚stach sich ein bißchen zu tief‘. Ohne Ahnung von der Gefährlichkeit der Wunde eilte er nach Hause: der Ansbacher Bürger, der ihm als erster begegnete, fand sein Daherkommen ‚ganz lescher (!)‘.“

Alternativ zu Striedingers Darstellung wurde auch vermutet, dass Hauser die Stichwaffe mit dem Griff gegen einen festen Gegenstand, etwa einen Baum, gestemmt und dann seinen Körper auf die Spitze der Waffe zubewegt habe. Dies könnte noch besser erklären, dass Kaspar nicht mehr rechtzeitig habe bremsen können, als der Widerstand nach Durchdringen seiner mit kräftiger Leinwand verstärkten Kleidung plötzlich nachgelassen habe, denn der ganze Körper wäre hierzu noch weniger in der Lage gewesen als der Arm. Hinzu kommt, dass Hauser auf dem wegen des Schnees schlüpfrigen Boden ins Rutschen gekommen sein könnte. Hinsichtlich der verschiedenen ärztlichen Meinungen ist festzuhalten, dass entgegen der Darstellung von Pies „keiner der Ärzte, auch nicht die Sektionsärzte Albert und Koppen, vorbehaltlos eine Tötung Kaspars von fremder Hand bejaht [hat], mehrfach halten die Gutachter sogar Selbstverletzung für wahrscheinlicher.“ Insgesamt kam der Oberlandesrichter Walther Schreibmüller in seiner Bilanz einer 150jährigen Kaspar Hauser-Forschung zu dem Ergebnis:

„Wägt man die gesamten für und gegen Fremd- oder Selbstverletzung sprechenden Umstände ab, so kann kein vernünftiger Zweifel daran bestehen, daß Hauser sich die Stichverletzung am 14. Dezember 1833 selbst beigebracht hat in der Absicht, das schwindende Interesse an seiner Person wieder zu wecken.“

Das Motiv Hausers für eine Selbstverletzung ohne die Absicht der Selbsttötung sieht Schreibmüller genauer in den folgenden Umständen begründet: Durch den Tod seines Gönners Feuerbach hatte sich Kaspars Lebenssituation verschlechtert, das ohnehin gespannte Verhältnis zu Lehrer Meyer war nun noch schwieriger geworden. Hausers Pflegevater, Lord Stanhope, hatte schon seit Januar 1832 keinen persönlichen Umgang mehr mit seinem Schützling.

„Insbesondere aber mußte die untergeordnete Schreibertätigkeit, die Kaspar beim Appellationsgericht verrichtete, dessen maßlose Eitelkeit aufs schwerste verletzen. Dabei ist es hier ohne Bedeutung, daß diese Eitelkeit in der ganz besonderen Lage Kaspars unvermeidlich und daher verzeihlich war, wie schon Stanhope mit Recht betont hat. Unter diesen Umständen lag es aber nahe, daß Hauser durch einen Aufsehen erregenden Akt das schwindende Interesse an seiner Person wieder wecken, vor allem auch Stanhope hatte klarmachen wollen, daß er in Ansbach und überhaupt auf deutschem Boden nicht mehr sicher sei, um den Lord zur Einlösung seines Versprechens zu bewegen, Kaspar mit nach England zu nehmen.“

Auch Hausers Schilderung des angeblichen Attentats von 1829 schenken die Anhänger der Betrugstheorie keinen Glauben. Dessen Verhalten (namentlich die Flucht in den Keller und das Ausbleiben eines Hilferufs) erscheine ebenso unplausibel wie die Waghalsigkeit des angeblichen Angreifers, der Kaspar dann andererseits nicht gefährlich verletzte, keine Spur hinterließ und dessen Motive völlig im Dunkeln bleiben. Verdächtig sei auch, dass Hauser den Attentäter nur in dem kurzen Augenblick der Tat gesehen haben wollte, seine Kleidung aber noch bis zur Art der Stiefelabsätze ziemlich genau beschreiben konnte. Kaspar könnte sich die Schnittwunde mit seinem Rasiermesser beigebracht haben, das er dann zurück in sein Zimmer gebracht habe, bevor er sich in den Keller begab. Als Motiv für diese Inszenierung komme der Wunsch nach neuer Aufmerksamkeit wie auch eine dem Vorfall vorausgegangene Auseinandersetzung mit Daumer in Betracht; Kaspar habe aus der Rolle des Getadelten in die Rolle des Gefährdeten, Mitleidbedürftigen übergehen wollen. In der Schrift des Polizeirats Merker habe Hauser dann später gelesen, dass eine Hiebwaffe in seinem Fall ein verdächtiges Werkzeug sei; deshalb habe er 1833 zu einer Stichwaffe gegriffen. Mistler betont die motivische Nähe des „Nürnberger Attentats“ zur Kerkererzählung: „der enge übelriechende Raum, in dem er ‚überfallen‘ wurde, der Keller, in den er sich flüchtete, der maskierte schwarze Mann: all das entfernt sich nur minimal von den Binder erzählten Geschichten, dem unterirdischen Verlies, dem in den Boden eingelassenen Gefäß und dem Mann, der sich um ihn kümmerte, ohne sich jemals zu zeigen.“
Auch den angeblichen Pistolenunfall vom April 1830 könnte Kaspar inszeniert haben, um neues Mitleid zu erregen. Hierfür spricht neben einigen Zweifeln an Hausers Darstellung, dass dem Vorfall offenbar Streitigkeiten mit der Familie Biberbach vorausgegangen waren.
Sowohl die Schnittwunde von 1829 als auch der Pistolenschuss von 1830 folgten also emotional belastenden Auseinandersetzungen, und beide Vorfälle führten zu einer Veränderung der Lebensverhältnisse Kaspars (dem Ende seiner Zeit bei Daumer bzw. bei der Familie Biberbach). Unterstellt man Inszenierungen, so liegt es nahe, bei der Stichwunde von 1833 eine Wiederholung dieses Musters, also eine Selbstverletzung mit dem Ziel einer Verbesserung der als unerträglich erlebten Lebensumstände, zu vermuten – zumal sowohl Daumer als auch Meyer jeweils über Verhaltensauffälligkeiten Kaspars vor den angeblichen Attentaten berichteten und auch der Stichwunde eine Ermahnung Kaspars (eine „sehr ernste“ Rüge durch Meyer am 9. Dezember) vorausgegangen war.
Verschwindend gering sei, meint Striedinger, die Zahl der Spuren gewesen, die Hausers Versionen der Attentate hätten stützen können: Zwar meldeten sich 1833 wie auch 1829 „Leute, die irgendwen Verdächtigen gesehen haben wollten: das Gegenteil wäre, besonders in Anbetracht der ausgesetzten Belohnung, verwunderlicher. Aber bald waren diese Aussagen zu unbestimmt, bald paßte das Signalement nicht, bald ergaben sich Widersprüche in den Zeitangaben und zu sonstigen Tatsachen.“ – „Gegen die Annahme einer Selbstverwundung läßt sich“, so Schreibmüller, „auch daraus nichts ableiten, daß die Tatwaffe nicht gefunden worden und unbekannt ist, wo Kaspar sie erworben hatte. Mehrere Jahre nach Kaspars Tod hat ein Arbeiter beim Streurechen im Hofgarten ostwärts vom Uz-Denkmal einen zweischneidigen Dolch gefunden, der nach einem ärztlichen Gutachten in jeder Beziehung geeignet gewesen wäre, eine entsprechende Verwundung herbeizuführen … Erworben haben könnte Kaspar den Dolch beispielsweise schon auf dem Volksfest in Nürnberg im Sommer 1833, wo er drei Wochen lang allein herumgegangen war.“

### Persönlichkeit und MythosKaspar Hauser

#### Kaspars Unaufrichtigkeit und vermutete psychiatrische Aspekte
Bedenken gegen Hausers Glaubwürdigkeit ergeben sich bereits aus dem Zeugnis zahlreicher Personen aus seinem Umfeld, die ihn als verlogen darstellten, darunter selbst Anhänger Kaspars. „G. v. Tucher, bei dem Kaspar eineinhalb Jahre gewohnt hatte, berichtete in einer Eingabe an das Stadtgericht Nürnberg von Hausers in hohem Grade ausgebildeter Eitelkeit, seiner ungemessenen Lügenhaftigkeit, Falschheit und Heuchelei.“ Auch Daumer, „der an Kaspar wie an das Evangelium geglaubt hatte“ (Schreibmüller), räumte eine Wandlung Kaspars in „Richtung zur Unaufrichtigkeit, Unwahrhaftigkeit und Verstellung“ ein, und in Feuerbachs Nachlass fand sich ein Zettel, auf dem dieser notiert hatte: „Caspar Hauser ist ein pfiffiger, durchtriebener Kauz, ein Schelm, ein Taugenichts, den man todmachen sollte.“ Striedinger hielt dies für den „Aufschrei der gequälten Seele eines schmählich Getäuschten“ – „vernichtend für Hauser, vernichtend auch für die Ansicht, daß Feuerbach bis ans Lebensende an K. Hauser geglaubt habe.“
Nach dem Urteil Karl Leonhards ist Kaspars Unaufrichtigkeit als krankhaft anzusehen und bereits andere Autoren hätten ihn als einen pathologischen Schwindler bezeichnet. Leonhard erwähnt in diesem Zusammenhang den Arzt Richard Rahner, demnach Hauser ein hysterischer Psychopath mit Pseudologia phantastica gewesen sei. Laut Leonhard soll Hauser neben seiner hysterischen Art auch die Nachhaltigkeit einer paranoiden Persönlichkeit gehabt haben, da er seine Rolle so unbeirrbar durchstehen konnte. Beides, den hysterischen wie den paranoiden Wesenszug, könne man aus vielen Berichten über sein Verhalten erkennen. Die jüngere psychiatrische Terminologie spricht diesbezüglich von einer histrionischen Persönlichkeitsstörung.
Laut Leonhard würde dieses Krankheitsbild auch begreiflich machen, warum so viele Zeitzeugen Kaspars Erzählungen Glauben schenkten:

„Man weiss, dass Menschen dieser Art [hysterische Schwindler] nicht durch ihr kluges Vorgehen, sondern ihr sicheres Auftreten so erfolgreich schwindeln. Der gesunde Mensch denkt sich bei einem Schwindler das schlechte Gewissen hinzu und lässt sich täuschen, wenn das schlechte Gewissen offensichtlich nicht vorhanden ist. Es fehlt bei den hysterischen Schwindlern, weil sie völlig in ihren Rollen leben und sich im Augenblick gar nicht bewusst sind, dass sie lügen.“

Dass Kaspar so unerschüttert an der Geschichte festhielt, er habe viele Jahre in einem dunklen Raum gesessen und wisse sonst absolut nichts von seinem Leben, weise, meint Leonhard, auf eine „grosse Energie“ hin; diese zeige sich auch in den Attentatsinszenierungen sowie in den Berichten über Kaspars Geltungsstreben, auf dem auch sein teils übermäßiger Lerneifer beruhen mochte; Leonhard spricht hier von einem „paranoiden Ehrgeiz“. Dieser paranoide Zug unterscheide ihn von einfachen Hysterikern, die längerfristig gesetzte Ziele leicht aus den Augen verlören.
Entgegen der Deutungen Leonhards weist der Psychiater Philipp Portwich grundsätzlich darauf hin, dass diese Erkenntnisse „unzuverlässige Mutmaßungen einer retrospektiven Diagnostik“ seien, „bei der die ärztlichen Überlieferungen zu dem Patienten Kaspar Hauser als objektive Befundbeschreibungen mißverstanden werden und dabei ihr historischer Charakter übersehen wird.“
Ivo Striedinger, selbst von einer angeblich krankhaften Geistesveranlagung Hausers überzeugt, mochte diesen daher nicht uneingeschränkt als „Betrüger“ bezeichnen:

„K. H. war kein planmäßiger Betrüger, sondern ein Hysteriker, der durch die Umstände und den Unverstand seiner Umwelt auf die abschüssige Bahn des fortgesetzten Betrugs, von der es kein Zurück gab, gedrängt worden ist.“

Kaspar habe wirklich Soldat werden wollen, als er nach Nürnberg kam; die Geschichte der Einkerkerung sei „erst allmählich in ihn hineingefragt worden; mit der Zeit kam er den Fragern durch eigene Erfindungen entgegen und gewöhnte er sich daran, Vermutungen, die in seiner Gegenwart geäußert wurden, schlau zu bestätigen.“ – „Er wollte den Leuten gefällig sein, indem er auf ihre Ideen einging und ihnen die Antworten gab, die sie erwarteten, und die Erfahrung lehrte ihn, daß das zu seinem Vorteil war. So langte er bald an einem Punkte an, von dem aus er nicht mehr zurück konnte, wollte er nicht aus den behaglichen Verhältnissen wieder in ein unstetes Vagabundenleben hinausgestoßen oder gar als Betrüger verfolgt und bestraft werden. So erklären sich schon die ersten Auskünfte, die er dem liebenswürdigen Bürgermeister gab. Sie waren, wie es in einem von Feuerbach unterzeichneten amtlichen Schreiben wohl mit Recht heißt, ‚dem angeblichen Opfer unmenschlicher Behandlung auf die künstlichste Weise abgefragt, vielleicht auch oft nur erraten‘.“ So sei es auch bei den magnetischen und homöopathischen Experimenten gewesen, bei denen er Beeinflussungen in aberwitziger Stärke zu verspüren vorgab, und all dies habe seiner krankhaften Veranlagung, seiner Neigung zur Schmeichelei und seiner Freude am Lügen um des Lügens willen, nur zu gut entsprochen.
In den genannten Punkten herrscht auch weitgehend Einigkeit, wie Schreibmüller ausführt: „Selbst ein so ungewöhnlich scharfer Kritiker Hausers wie Eduard Engel [Kaspar Hauser. Schwindler oder Prinz? (Braunschweig 1931 u. ö.)] räumt ein, dieser sei nicht mit einem Betrugsplan nach Nürnberg gekommen; er habe wirklich ein Reiter werden wollen, wie es vielleicht sein Vater tatsächlich gewesen sei. Kaspar sei keine Verbrechernatur gewesen; seine Umwelt habe aber betrogen werden wollen und Kaspar habe diesem Willen schließlich nicht widerstrebt. Ähnlich meint Julius Meyer, Hauser habe bei seinem Erscheinen nicht den Plan gehabt, durch seine Erzählung das Interesse der ganzen Welt zu erregen und die sozialen und materiellen Vorteile zu erreichen, die ihm später zuteilgeworden seien. Ob das unerwartete Interesse, namentlich Suggestivfragen über seine Herkunft und unbedachte in seiner Gegenwart geführte Gespräche, bei Hauser einen umfassenden Plan zur Täuschung hätten reifen lassen, werde niemals aufgeklärt werden. Diesen Ansichten von Engel und Julius Meyer wird man beitreten müssen.“
Eine nicht unwesentliche Rolle an Kaspars Entwicklung wird Daumer zugeschrieben: „Blieb doch Hauser anderthalb Jahre im Hause Daumers, der ihm gewiß große Fürsorge zuwandte, ihn aber eben dabei zum ausgesprochenen Beobachtungsobjekt werden ließ; namentlich galt das von den homöopathischen Versuchen und Behandlungsweisen, die der Arzt Karl Preu ganz im Sinne Daumers vornahm. Derlei mußte den bei Hausers Jugend, Lage und Nürnberger Anfängen nicht weiter verwunderlichen Trieb, sich interessant zu machen und interessant zu bleiben, wesentlich verstärken.“

#### Weitere medizinische Aspekte
In einer ausführlichen Widerlegung weist Peter Josef Keuler die eine Zeitlang für möglich gehaltenen Anfallstheorien Günter Hesses zurück, wonach Kaspar Hauser an diversen Krampfleiden als Folge von Hirnmissbildungen und zugleich an einer seltenen Hauterkrankung (Epidermolysis-bullosa-Syndrom mit Mikroenzephalie) gelitten habe. Seine Kritik „betrifft vor allem Hesses Methode, Symptome und Befunde, die Kaspar Hauser bot, nur im Sinne seiner Anfallstheorie zu interpretieren und Fakten, die seiner Theorie entgegenstehen, außer Acht zu lassen oder sie aufgrund mangelnder Recherchen innerhalb der Hauserliteratur nicht zu berücksichtigen.“ Schon Leonhard hatte Hesse vorgeworfen, er verwechsele hysterische mit epileptischen Erscheinungen bei Kaspar Hauser.

#### Kaspars Identität

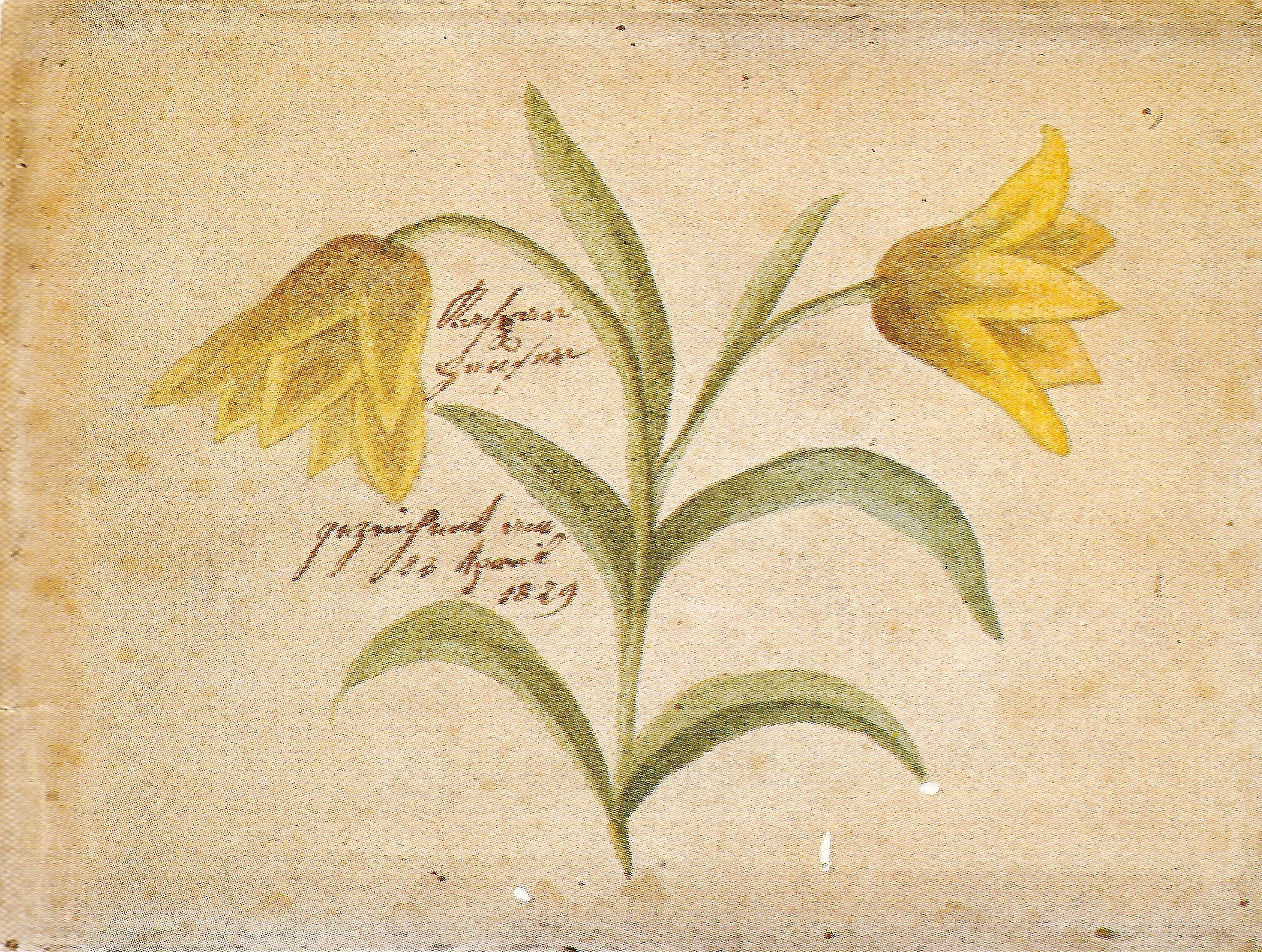
Aquarell von Kaspar Hauser, „gezeichnet am 22. Aperil [sic] 1829“

Was Hausers Identität betrifft, so wird von den Gegnern der Prinzentheorie oft angenommen, dass die beiden von Hauser bei seiner Ankunft in Nürnberg mitgeführten Briefe „ein gut Teil Wahrheit“ (Mistler) enthielten. Hierüber lasse sich aber nichts mit Bestimmtheit sagen. Keine Einigkeit herrscht über die Frage, inwieweit Kaspar an der Abfassung der beiden Briefe beteiligt war. Schriftvergleiche gestatten hier keine definitive Aussage, da die überlieferten Faksimiles unzuverlässig sind. Nach Striedinger allerdings ist der Satz „er kan auch meine Schrift schreiben wie ich schreibe“ (in dem Brief an von Wessenig) „sichtlich für den Fall eingefügt, daß die Handschrift des Briefes sofort als die Kaspars erkannt werden sollte.“ Striedinger mutmaßt jedoch, dass der Brief Kaspar diktiert wurde, während Eduard Engel von einer Verfasserschaft Hausers überzeugt ist; anders Mistler, der bezweifelt, dass Kaspar die Feder führte.
Als Kaspars Heimat wird meist Bayern vermutet; hierfür sprechen neben seinem Dialekt die Impfnarben: Bayern hatte nämlich 1807 als erstes Land der Welt die Pockenschutzzwangsimpfung eingeführt. Auch in Österreich war 1812 der Impfzwang schon eingeführt; in anderen Ländern (wie auch Baden) dagegen nicht. Günter Hesse meint, dass Hauser aus Tirol stammte, denn die Epidermolysis bullosa, die er bei ihm vermutet, ist eine in Tirol häufige Erbkrankheit. Hesses These, Hauser sei personengleich mit einem dort unehelich geborenen Kaspar Hechenberger, den Hesse in Innsbrucker Impflisten ausfindig gemacht hat, ist aber offenbar nicht zu halten, denn das Magazin Der Spiegel will bei Nachforschungen festgestellt haben, dass jener Kaspar auch in Tirol gestorben ist.
Striedinger mutmaßt, dass Hauser „von Kärrnersleuten herkomme, die nach Zigeunerart im Lande umherziehen …. Sie waren Sommers  auf der Wanderschaft und bezogen in der kalten Jahreszeit ein Winterquartier …. Hat Kaspar während solcher Winteraufenthalte die Gemeinschaftsschulen – deren Einwirkung auf ihn Lehrer Meyer nachgewiesen hat – vorübergehend besucht, um beim ersten Amselschlag wieder zu verschwinden, dann ist erklärt, warum er in keiner Schule vermißt wurde. Ist er von seinem Pfleger in dessen Plachenwagen bis in Nürnbergs Nähe gefahren worden, so fiel das seltsame Paar weder auf Straßen noch in Wirtshäusern auf.“

#### Genese und Verbreitung des Mythos
Mistler sieht in dem „äußerst zusammengewürfelten“ Hauser-Mythos eine gemeinschaftliche Schöpfung, allmählich geformt von der „öffentlichen Stimme“ (der „fama publica“), die ihren wechselnden Launen folgte; beginnend mit der Vorstellung vom „Wilden Mann“. Mistler spricht hier geradezu von einem „phénomène de psychologie collective“. Hauser könne mit aus dem Nichts geschaffenen modernen Medienstars verglichen werden, die nicht selten, wenn das öffentliche Interesse an ihnen nachlässt, durch spektakuläre Aktionen wieder von sich reden machen. Das Gerücht, Kaspar Hauser sei ein Prinz, erscheint in Mistlers Deutung als mitursächlich für seinen tragischen Tod – der diesem Gerücht dann seinerseits neue Nahrung gab: „Indem er wiederholt die Sage von seiner hohen Geburt vernahm, mag Kaspar mitunter in diese mythische Rolle geschlüpft sein, und jedenfalls dachte er sich, dass er durch einen großen Coup die Ungläubigen entwaffnen würde. Aber gegen wen hätte er diesen Coup führen sollen, wenn nicht gegen sich selbst?“ Wie Mistler betont, hatte Kaspar sich aber nie als Prinz bezeichnet, sondern sich vielmehr bei den Bemühungen, seine Herkunft zu ermitteln, völlig passiv verhalten. Nur einmal habe er sich eine leise Ironie erlaubt: Nach Hickels Rückkehr von einer der Erkundungstouren in Ungarn fragte Kaspar diesen, ob er denn Auskünfte über seine Eltern mit sich bringe.
„Die lebhafte und gleichzeitig oft naive Anteilnahme und Aufnahmebereitschaft der Öffentlichkeit für das Geheimnisvolle und Wunderbare, das Hauser umgab oder zu umgeben schien, läßt sich“, so Fritz Trautz im Anschluss an Mistler, „nur begreifen, wenn man daran denkt, wie sehr gerade jene Zeit – über eine irgendwie stets gegebene Sensationslust hinaus – von einer, in ihrer Dichte jüngeren literarischen Tradition her auf Vorstellungen von einer in der Wildnis oder im Kerker verbrachten Jugend, auf das Okkulte und Außergewöhnliche einer individuellen Kindheit eingestimmt war.“ Hier ist beispielsweise an die Romane Jean Pauls zu denken, in denen man wiederholt dem Motiv einer unterirdisch verbrachten Kindheit wie auch denen des Kindesraubs und des verkappten Prinzen begegnet. Daneben kommen das von Feuerbach zitierte Barockdrama Das Leben ein Traum des Calderón de la Barca und bekannte Legenden um mysteriöse Gefangene wie den Mann mit der eisernen Maske als Inspirationsquellen bei der Herausbildung des Hauser-Mythos in Betracht; ebenso das Motiv der bösen Stiefmutter und weitere Versatzstücke der Schauerliteratur. Einige Autoren sehen auch Bezüge zu den nach Sigmund Freud (Der Familienroman der Neurotiker. 1909) häufigen Kindheitsfantasien, ein Stiefkind oder angenommenes Kind zu sein und in Wahrheit von vermeintlich besseren, in der Regel sozial höher gestellten Eltern abzustammen. Die Hauser nachgesagte übernatürliche Sinnesschärfe und die magnetischen und homöopathischen Experimente, die man mit ihm anstellte, sind im Kontext damaliger spekulativer Ideen über Somnambulismus zu sehen; so erregte etwa zeitgleich mit Hauser auch der Fall der Seherin von Prevorst das Interesse der Mediziner und Naturphilosophen.
Mit zur Verbreitung des Mythos trug auch bei, dass sein erster Erzieher Daumer ab 1830 und zunächst in verschiedenen bayerischen Zeitungen, später mehrfach in seinen Büchern, ein angeblich von Hauser selbstgeschriebenes Gedicht veröffentlichte. Hauser soll es im Frühjahr 1829 verfasst haben. Der erste Vers hebt an mit Mein erstes Jahr begrüß ich heut. Das Gedicht wurde selbst in der modernen Literaturwissenschaft als authentisch betrachtet. Doch tatsächlich hatte es Hauser von dem Pfarrer und Dichter Johann Gottlob Trautschold abgeschrieben und nur leicht verändert. Auch für sein an verschiedene Personen verschenktes Ein kleines Gedicht kopierte er Trautschold, zudem fügte er Strophen hinzu, deren Verse er vor allem aus Karl Heinrich Grumbachs zuerst 1812 erschienenem Gedicht Leonardo an seinen scheidenden Sohn entnommen hatte. Weitere vier Verse entlehnte er einem Neujahrsgedicht von Karl Friedrich Müchler auf das Jahr 1813, welches ebenfalls später in anderen Sammlungen nachgedruckt wurde. Andere überlieferte, handschriftlich fixierte Sinnsprüche stammen aus einer zeitgenössischen Übersetzung Senecas oder wurden aus Johann Gottfried Herders Werk übernommen. Auf welche Weise Kaspar Hauser an all diese Vorlagen kam, ist nicht geklärt.
Auch die autoritären Verhältnisse der Biedermeierzeit mussten den Gerüchten um Kaspar Hauser förderlich sein. Die Zensur schaltete alle unerwünschten Meinungsäußerungen aus, eine Teilnahme am öffentlichen Leben war so gut wie unmöglich geworden. Umso größer war das Interesse an Sensationen und Seltsamkeiten, die etwas Abwechslung in den eintönigen Alltag brachten, und ein ausgeprägter Hass auf die Obrigkeit machte die Menschen empfänglich für die monströsen Anschuldigungen gegen ein deutsches Fürstenhaus.
Die Betrugstheorie wird in der Hauser-Literatur nur von einer „kleinen Minderheit“ (Schreibmüller) vertreten; der Glaube an Kaspar Hauser und sein badisches Prinzentum sei, schrieb Eduard Engel, eine „deutsche Geistesschande“, von der Striedinger allerdings meinte, dass sie weltweites Ausmaß anzunehmen drohe. Das nächste Hauser-Jubiläum werde „zahlreichen kenntnis- und gewissenlosen Skribenten“ Anlass bieten, „in Blättern und Blättchen aller Art und aller Orte den alten Unsinn wieder auszukramen und die falschen Vorstellungen aufs neue in weite Kreise zu tragen.“ Dagegen lasse sich wenig machen: „Denn die Führer der Hauser-Bewegung sind und bleiben unbelehrbar und unbekehrbar, und was ihre Mitläufer und Nachtreter sind, so bin ich sehr geneigt, auf diese den Ausspruch jener geistreichen Französin anzuwenden, welche sagte: La seule chose qui peut donner une idée de l’infini, c’est la bêtise humaine. [Die einzige Sache, die eine Vorstellung des Unendlichen vermitteln kann, ist die menschliche Dummheit.]“

## DNA-Analysen

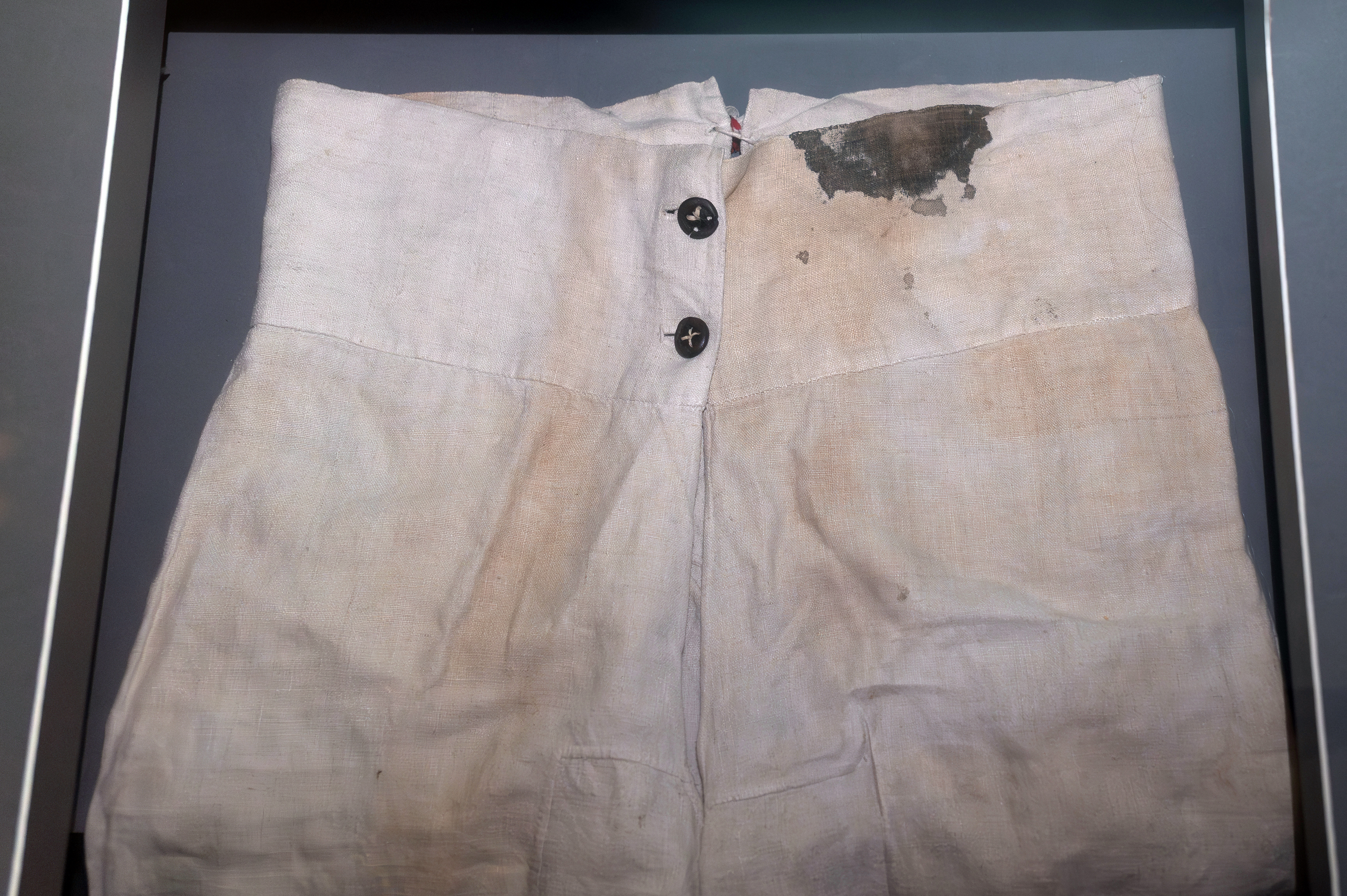
Hausers Unterhose mit Blutflecken der Stichverletzung vom 14. Dezember 1833

Mittels Genanalysen wurde in den Jahren 1996 und 2002 versucht, aus mutmaßlichen Erbgutresten Hausers eine genetische Übereinstimmung oder Abweichung zu noch lebenden weiblichen Nachkommen der Großherzogin Stéphanie zu ermitteln.
Bei der ersten Analyse wurde eine Blutspurenprobe vom Bund der Unterhose genommen, die Hauser bei der tödlichen Stichverletzung getragen haben soll. Die Probe entstammte der Innenseite einer doppelten Stoffschicht, um mögliche Kontaminationsspuren oder Veränderungen durch Umwelteinflüsse zu minimieren. Das Kleidungsstück war ursprünglich vom Ansbacher Gericht aufbewahrt worden und gelangte über den Historischen Verein für Mittelfranken ins Kaspar-Hauser-Museum (jetzt: Markgrafenmuseum) in Ansbach.
Das Institut für Rechtsmedizin der Universität München unter der Leitung Wolfgang Eisenmengers und das staatliche Forensic Science Service Laboratory in Birmingham kamen unabhängig voneinander zu dem Ergebnis, dass Kaspar Hauser kein Sohn Stéphanie de Beauharnais’ war. Der an der Untersuchung beteiligte Rechtsmediziner Gottfried Weichhold schloss zudem eine Kontaminierung der Blutspur durch fremde DNA aus, unter anderem, weil „das leicht erkennbare Sequenzbild“ dann eine „Mischspur“ gezeigt hätte. Zusätzlich erklärte er zur Frage nach der Herkunft der Proben:

„Die Geschichte der Kleidung von Kaspar Hauser ist gut dokumentiert. Die Blutspuren auf der Kleidung zeigen die Form, die sie nach den bekannten Berichten vom Mordtag haben müßten. Es gibt erst seit wenigen Jahren die Möglichkeit, mtDNA zu untersuchen. In diesen Jahren hat niemand die Blutspur verfälschen können. Warum hätte es jemand vorher machen sollen?“

Anhänger der Erbprinzentheorie kritisierten die Schlussfolgerungen wegen des ihrer Meinung nach unsicheren Ausgangsmaterials und regten eine erneute gentechnische Untersuchung an. Im Zusammenhang mit der von der Caligari Film GmbH für das ZDF produzierten Dokumentation Mordfall Kaspar Hauser wurden dem Institut für Rechtsmedizin der Universität Münster mehrere Gewebeproben zur Analyse übergeben. Sie stammten angeblich von drei Haarlocken (eine aus dem Ansbacher Museum, zwei aus dem „Nachlass“ Anselm von Feuerbachs), von einem Blutfleck auf der Oberhose und aus Hausers Hut. Laut einem „Gutachten“ vom 15. Oktober 2002, auf das sich Der Spiegel bezog, unterschieden sich diese Proben einerseits vom Erbgut aus dem Blut der Unterhose, andererseits konnten zwei Proben vom Hut nicht ganz ausgewertet werden, und je eine weitere Probe von der Hutkrempe sowie vom Blutfleck auf der Oberhose wiesen eine Abweichung von den Haarproben auf. Im Widerspruch dazu schrieb der Leiter der Untersuchung, Bernd Brinkmann, später: „Die DNA-Abschnitte aus diesen Proben stimmten untereinander überein, ein Indiz, dass sie von derselben Person stammen könnten.“
Die Hauser zugeschriebenen Haare wurden nun mit einer Haarprobe Astrid von Medingers, die in direkter weiblicher Linie von Stéphanie de Beauharnais abstammt, verglichen. Es ergab sich eine Abweichung an lediglich einer wesentlichen Position (Zwei weitere beobachtete Abweichungen wurden für die Beurteilung nicht herangezogen, da sie von Mutationen einzelner Haarzellen herrühren könnten). Ein Unterschied an nur einem Genort kommt bei verschiedenen Menschen häufig vor, und bei dem untersuchten, Hauser zugeordneten DNA-Abschnitt handelt es sich „um ein Muster, welches in der hiesigen Bevölkerung relativ häufig vorzufinden ist.“ Die festgestellte wesentliche Abweichung muss andererseits „nicht zwingend zu einem Ausschluss [einer Verwandtschaft] führen“, denn zu ihrer Entstehung „kommt theoretisch eine Mutation über Generationen hinweg in Betracht.“ (Untersucht wurde 1996 wie 2002 die mitochondriale DNA, die ausschließlich über die weibliche Linie vererbt wird und sich daher nur durch Mutationen ändern kann). Brinkmanns Schlussfolgerung lautete: „Zum jetzigen Zeitpunkt wäre es unverantwortlich, einen Ausschluss zu formulieren, so dass immer noch die Möglichkeit besteht, dass Kaspar Hauser ein biologischer Verwandter des Hauses Baden ist.“
Eine wissenschaftliche Publikation der Genanalysen von 2002 existierte bis 2024 nicht, die veröffentlichten Aussagen sind widersprüchlich. Die Überlieferungsgeschichte der Haarlocken ist ungeklärt. Auf weitere Proben wartete Brinkmann vergeblich: „Wir wissen nicht, warum wir keine weiteren Proben erhalten. Heute wäre mit minimalsten Probenmengen ein Resultat erreichbar.“
2024 wurde eine Studie der 2001/2002 aktiven Wissenschaftler aus den rechtsmedizinischen Instituten Münster, München und Freiburg, ergänzt um ein Team vom GMI Innsbruck unter der Leitung von Walther Parson, das MPI Potsdam sowie die Universitäten Leicester bzw. Bath (UK) veröffentlicht. Das Ergebnis beweist, dass Kaspar Hauser kein badischer Erbprinz gewesen sein kann.
2012 versuchte ein Karlsruher Rechtshistoriker aufzuzeigen, dass die Eigentümerschaft an der Fürstengruft sowie an den Särgen und den darin befindlichen sterblichen Überresten in der Pforzheimer Schlosskirche, bis Mitte des 19. Jahrhunderts Grablege der regierenden Markgrafen und Großherzöge von Baden und deren engsten Familienangehörigen, beim Land Baden-Württemberg liege. Wenn dem so wäre, könnten den sterblichen Überresten der Großherzogin Stéphanie und ihrer ebenfalls dort bestatteten, früh gestorbenen Söhne DNA-Proben entnommen und untereinander verglichen werden, wobei öffentliches Interesse und Pietät dennoch abzuwägen seien. Gleichzeitig kursierte in der regionalen Presse das Gerücht, dass in der Gruft die Kindersärge der beiden Söhne Stéphanies schon seit längerer Zeit verschwunden seien. Dies erwies sich jedoch als Irrtum, denn die Särge sind vorhanden.

## Rezeption

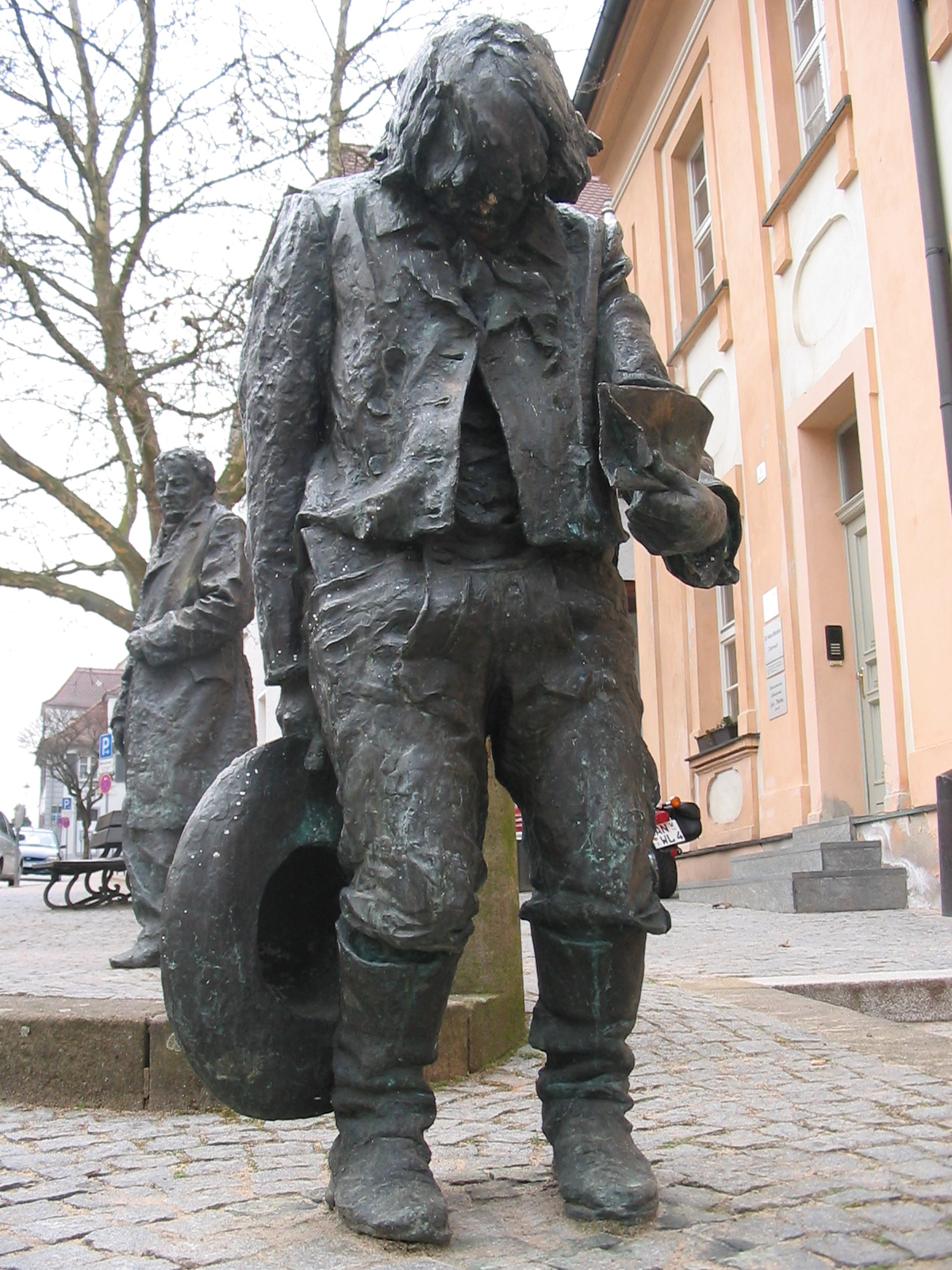
Das „Kind von Europa“ – Denkmal in Ansbach: Kaspar Hauser als Findling (vorne) und als Edelmann (hinten)

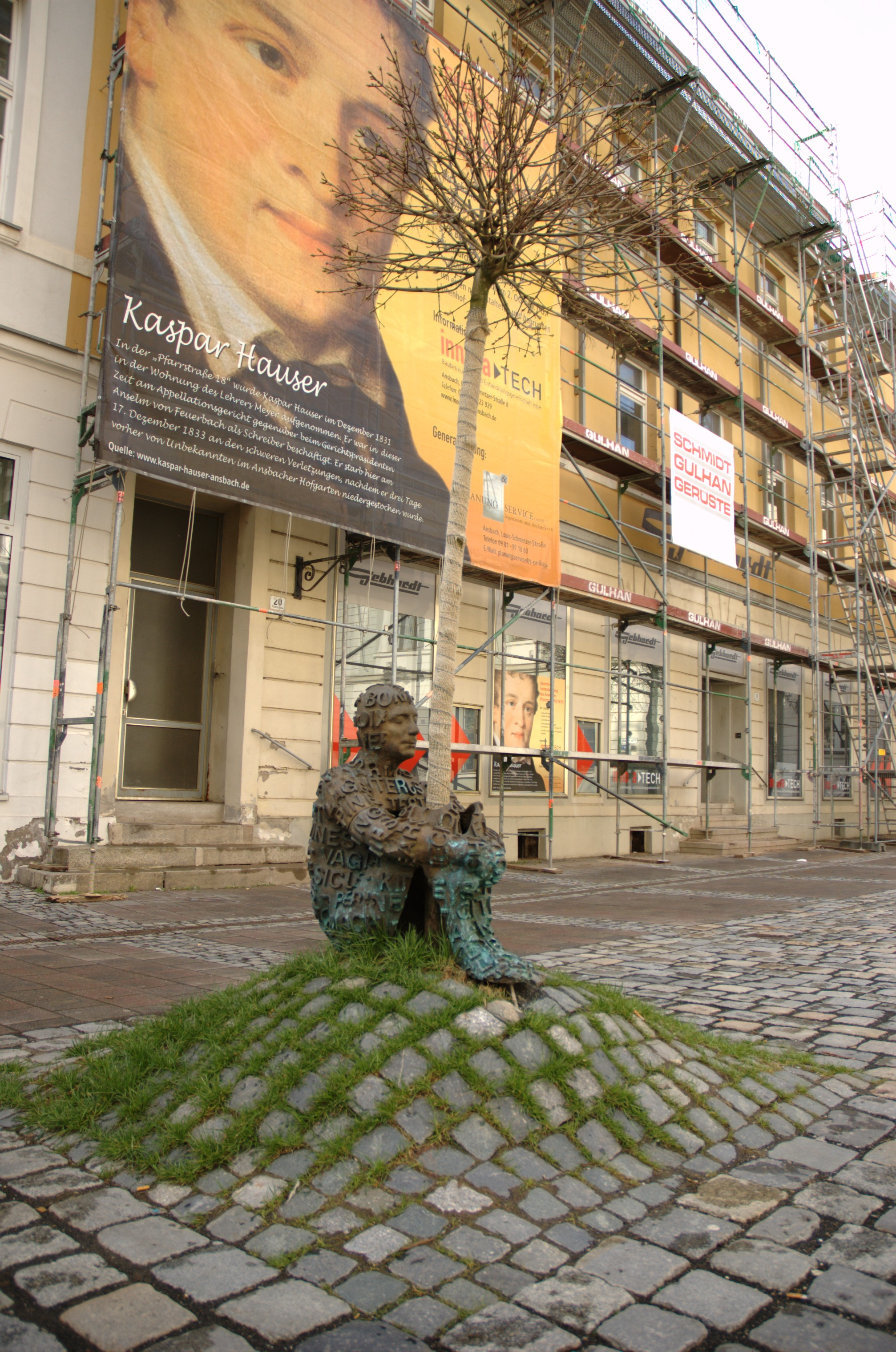
Bronzeskulptur Jaume Plensas

Das Phänomen Kaspar Hauser hat nicht nur Wissenschaftler und Kriminalisten, sondern auch Schriftsteller und Dichter, Filmemacher und Künstler fasziniert. So soll der Kriminalfall Hauser den anonymen Verfasser eines neunstrophigen, angeblich 1834 geschriebenen Bänkelliedes inspiriert haben (Könntet Leute, ihr doch sagen, // Wer dieses Kind, wer Kaspar Hauser war) und bot 1838 den Stoff für das französische Melodram Gaspard Hauser, einen der ersten Bühnenerfolge des Autors Adolphe d’Ennery. Nicht nur als Kriminalfall, sondern, gemäß der Grabinschrift Aenigma sui temporis, auch als „Rätsel seiner Zeit“ und allgemeine Parabel auf das Verhältnis zwischen Individuum und Gesellschaft behandelte Jakob Wassermann das Thema in seinem historischen Roman Caspar Hauser oder Die Trägheit des Herzens (1908), der mehr als jede andere literarische Behandlung zur Popularisierung des Themas in Deutschland beitrug.
Eine Schlüsselfunktion für die Lyrik gewann das Gedicht Paul Verlaines Gaspard Hauser chante (aus dem Zyklus Sagesse von 1881), das Kaspar Hauser als Identifikationsfigur für den in der Welt heimatlosen Dichter der Moderne entdeckt. Es wurde unter anderem von Richard Dehmel (Lied Kaspar Hausers, in der Sammlung Erlösungen von 1891) und Stefan George (Sanften blickes ein stiller waiser, veröffentlicht 1915 in der Sammlung Zeitgenössische Dichter) nachgedichtet, und unter dem Einfluss dieser Tradition steht auch eines der bedeutendsten Gedichte des Expressionismus, das Kaspar Hauser Lied (1913) von Georg Trakl.
In freier Anknüpfung an den Namen oder Versatzstücke der Biografie nehmen auch lyrische Dichtungen von Rainer Maria Rilke (Der Knabe im ersten Teil des Buchs der Bilder, 1907), Hans Arp (Kaspar ist tot, 1919) und Klabund (Der arme Kaspar) das Thema auf, letzterer auch mit einem unveröffentlichten Bühnenstück, das erst in jüngerer Zeit im Nachlass seines Freundes Gottfried Benn zutage kam. Walter Benjamin schrieb für seine Radio-Kinderfunksendungen im Rahmen der Serie Berlin-Brandenburgischer Hausfreund die Erzählung Caspar Hauser (1930); wie er meinte „für Erwachsene ebenso spannend“. Die Grundsituation eines Kaspar Hauser, der in seinem Kerker abgeschieden von der Welt unter Zwang das Stammeln und Sprechen lernt, wählte auch Peter Handke noch als Vorlage für sein Sprechstück Kaspar (1968), in dem ein junger Mann auf der Bühne den Stimmen namenloser „Einsager“ ausgesetzt ist.
Die Figur des Kaspar Hauser spielt außerdem eine große Rolle im Werk von Guntram Vesper, insbesondere in dem 1979 erschienenen Band Nördlich der Liebe und südlich des Hasses. Sie korrespondiert mit Vespers Vorliebe für rätselhafte und ungeklärte (Kriminal-)Fälle. Paul Austers Roman City of Glass (deutsch: Stadt aus Glas, 1989) spielt mit Identitäten und Existenzen und macht die Figur „zum Sinnbild menschlichen Irrens im Reich der vieldeutigen Zeichen, in einer babylonischen Realität“ (Schmitz-Emans). In Kurt Drawerts phantastisch anmutendem Roman Ich hielt meinen Schatten für einen anderen und grüßte (2008) entwindet sich ein nicht bloß passiv-leidender „Kaspar-Hauser-Revolutionär“ der kerkerhaft-absurden Unterwelt einer autoritären Gesellschaft, eine bittere Allegorie auf die untergegangene DDR.
In jüngster Zeit haben sich Günter Brus und die Puppenkünstlerin Burgis Paier in einer gemeinsamen Ausstellung (Graz, 2008) dem Thema Kaspar Hauser gewidmet. Sabine Richter installierte im Februar 2009 das Gedicht Jemand, Kaspar Hauser des polnischen Lyrikers Ryszard Krynicki als ein zwölf Meter langes Schriftband inmitten des Kopfsteinpflasters auf dem Nürnberger Unschlittplatz, ein „poetischer Stolperstein“.
In der Musik wurde Kaspar Hauser zum Thema eines Epitaph für Kaspar Hauser (1997) des Komponisten Claus Kühnl, einer „Meditation über einen Tag im Leben des Kaspar Hauser gegen Ende seiner Kerkerzeit“, für einen Organisten, einen Registranten und zwei Ad-hoc-Spieler. 1969 veröffentlichte der deutsche Liedermacher Reinhard Mey auf seiner LP Ankomme Freitag, den 13. das Lied Kaspar, in dem er das Schicksal Hausers aus der Perspektive eines Lehrerssohnes schildert. Die amerikanische Sängerin Suzanne Vega besang in Wooden Horse (Caspar Hauser’s Song) (1987), wie dem eingekerkerten Kind das Holzpferd in seiner Hand das Leben und die Freiheit fühlbar werden lässt. Der Komponist Reinhard Febel komponierte 1991/92 auf ein Libretto von Lukas Hemleb die Oper Sekunden und Jahre des Caspar Hauser, die 1992 von der Oper Dortmund uraufgeführt wurde. Die Popgruppe Dschinghis Khan versuchte sich mit einem Text aus der Feder Bernd Meinungers. Tobias Weis und Heiko A. Neher schufen das Musical Caspar Hauser (2002). Das chorische Musiktheater Kaspar Hauser oder Unter Menschen von F. K. Waechter und Martin Zels (Komposition) wurde 2006 uraufgeführt.
Die Geschichte Kaspar Hausers wurde auch mehrmals verfilmt. Bereits 1915 erschien ein Stummfilm Kaspar Hauser unter der Regie von Kurt Matull. 1966 sendete das ZDF eine zweiteilige Verfilmung Der Fall Kaspar Hauser von Robert Adolf Stemmle mit Wilfried Gössler in der Hauptrolle. Bereits zehn Jahre zuvor spielte Michael Landon Kaspar Hauser in Mystery of Caspar Hauser. Werner Herzog verfilmte den Stoff unter dem Titel Jeder für sich und Gott gegen alle mit Bruno S. in der Rolle des Kaspar Hauser. Und Peter Sehr verfilmte ihn ein weiteres Mal 1993 unter dem Titel Kaspar Hauser – Verbrechen am Seelenleben eines Menschen, mit André Eisermann in der Hauptrolle des um sein Erbe gebrachten Prinzen im Sinne der Erbprinzentheorie.
Seit 1998 finden alle zwei Jahre unter der Intendanz von Eckart Böhmer die Kaspar-Hauser-Festspiele in Ansbach statt. Sie sind wesentlich an der Geschichtsmetaphysik der Anthroposophie orientiert und damit an der „Geistesforschung“ Rudolf Steiners. Neben Vorträgen umfasst das Programm auch Kunstausstellungen sowie musikalische und Theateraufführungen.
Ein 1981 errichtetes Hauser-Denkmal (von Friedrich Schelle) ist an einem kleinen Platz am Anfang der Platenstraße zu finden. Im Mai 2007 wurde vor dem Haus, in dem Kaspar Hauser in Ansbach wohnte und starb, eine Statue des spanischen Künstlers Jaume Plensa aufgestellt. Die Bronzefigur stellt Kaspar Hauser dar, der auf einem Steinhügel sitzt und mit Armen und Beinen einen Kugelahornbaum umfasst. Im Markgrafen-Museum beschäftigt sich eine Abteilung mit Kaspar Hauser.

### Kaspar Hauser als Pseudonym
Der Name Kaspar Hauser wurde von einigen Autoren als Pseudonym verwendet: so zuweilen von Kurt Tucholsky, wie auch von einem unbekannten Autor, der im Berlin der 1920er-Jahre unter diesem Namen Stücke für ein „Proletarisches Kasperle-Theater“ veröffentlichte (Die entartete Prinzeß. 1922; Kasperle als Spitzel. 1922).

### Kaspar Hauser als Eponym
Als Kaspar-Hauser-Versuch ist Hausers Name in die Fachsprache der Verhaltensbiologie eingegangen: Bei einem solchen Experiment werden Jungtiere unter spezifischem Erfahrungsentzug aufgezogen, um angeborene von erlernten Verhaltensweisen unterscheiden zu können.
In Medizin und Psychologie kennt man ferner das sogenannte Kaspar-Hauser-Syndrom. Es tritt bei Babys oder Kindern auf, die lange Zeit ohne persönlichen Kontakt und ohne liebevolle Zuwendung oder Nestwärme aufwuchsen und zugleich kaum soziale oder kognitive Anregung erhielten (vgl. auch: Deprivation). Der erste Autor, der die Geschichte Kaspar Hausers mit dem Thema Hospitalismus in Zusammenhang brachte, war W. Abegg. In seinem Artikel – erschienen 1962 in der Zeitschrift Der Psychologe – schlug er vor, „das Bild des extremen Heimschadens nach diesem einzigartigen Fall als Kaspar-Hauser-Syndrom zu bezeichnen“.
Weiterhin sprach der Psychoanalytiker Alexander Mitscherlich von einem Kaspar-Hauser-Komplex, um die „absolute Vereinsamung“ des modernen Massenmenschen zu kennzeichnen, die ihn asozial und kulturverneinend werden lasse.
Mit Bezugnahme auf die affirmativ-spekulative Hauser-Literatur entwickelte der Erziehungswissenschaftler Friedrich Koch die Vorstellung von einem Kaspar-Hauser-Effekt. Er problematisierte die unterschiedlichen erzieherischen Vorstellungen und Maßnahmen, denen Kaspar Hauser in Nürnberg und Ansbach ausgesetzt war, unter dem Aspekt der bürgerlichen Tugenderziehung. Nach seiner, allerdings nicht nur aus dem Fall Hauser abgeleiteten Meinung versperren sowohl dem vordergründig angepassten als auch dem sich den pädagogischen Anforderungen widersetzenden Kind oder Jugendlichen dogmatische Erziehungszwänge den Weg zu einer Selbstfindung, mit dem Ergebnis einer Unbehausung und Einsamkeit.

### Trivia
Um eine 1851 in Baden-Baden von dem Bildhauer Andreas Friedrich errichtete Statue mit dem Namen „Der Totengräber“ rankte sich das Gerücht, sie stelle Kaspar Hauser dar. Noch 1907 will der Historiker und Zeitungswissenschaftler Sebastian Hausmann bei einem Besuch in der Stadt das Gerücht gehört haben. Er befasste sich damit eingehend in einem Zeitungsartikel sowie in einer anschließend verlegten Broschüre und urteilte, dass an dem ganzen Gerede nichts Wahres ist.
Im Jahre 1934 fand man im Nachlass von Dora Hitz eine Zeichnung, die ihr Vater Johannes Hitz von Kaspar Hauser angefertigt hatte.

## Belletristik, darstellende Künste und andere Kunstformen